# 京阪3000系電車 (初代)
京阪3000系電車（けいはん3000けいでんしゃ）は、かつて京阪電気鉄道が保有していた特急形車両である。2008年（平成20年）にデビューした2代目3000系と区別するため、「旧3000系」や「初代3000系」、「3000系特急車」と呼ばれる。
本記事では8000系30番台への改番後のほか、譲渡された富山地方鉄道10030形電車、および大井川鉄道3000系電車（2代）についても記述する。また、解説の便宜上、淀屋橋方先頭車の車両番号+F（Formation=編成の略）を編成名として記述（例：3011以下3両編成=3011F）する。

## 概要
京阪特急専用車としては5代目となる、オールクロスシートの2扉車である。冷房装置やカラーテレビ搭載の「テレビカー」、世界初の一斉自動転換クロスシートなど、特急車にふさわしい当時最先端のサービスを随所に導入し、将来の京阪線の架線電圧1,500 Vへの昇圧を見据えた仕様で新造され、42年の長きにわたり特急車として運用された。

## 製造
1971年（昭和46年）から1973年（昭和48年）にかけて、3000型制御電動車18両、3100型中間電動車18両、3500型制御車18両、そして3600型付随車4両の合計58両が川崎重工業兵庫工場で3次に分けて製造された。

### 第1次車
1971年（昭和46年）8月15日のダイヤ改正で、従来は日中20分間隔で運行されていた特急を15分間隔として増発し、さらに既存の1900系特急車を7両編成化するため、以下の第1次車3両編成4本計12両 が製造された。
| ← 京都大阪 → | ← 京都大阪 → | ← 京都大阪 → | ← 京都大阪 → | ← 京都大阪 →  |
| 形式         | 3500         | 3100         | 3000         | 竣工          |
| ------------ | ------------ | ------------ | ------------ | ------------- |
| 形式         | Tc           | M            | Mc           | 竣工          |
| 車両番号     | 3501         | 3101         | 3001         | 1971年5月25日 |
| 車両番号     | 3502         | 3102         | 3002         | 1971年5月27日 |
| 車両番号     | 3503         | 3103         | 3003         | 1971年6月12日 |
| 車両番号     | 3504         | 3104         | 3004         | 1971年6月17日 |

車両番号順に末尾が奇数と偶数の編成でペアを組み、後述の夜間閑散時の3両編成運用を除き、3両編成2本を連結した6両編成で運用された。また、1900系と共通のAR-LD中継弁付自動空気ブレーキが採用され、同系列と併結可能としている。マスコンが前後に動かすのに対してブレーキ弁操作は従来形の縦軸式であった。
3500型には「テレビカー」初のカラーテレビが搭載された。また、窓際の壁には国鉄583系電車と同様のABS樹脂製肘掛けが埋め込まれ、側出入口付近には混雑対策として保護柵が設置された。保護柵の中帯は座席側が化粧板張り、外側は扇模様がエッチングされたステンレス板で、収納式補助いすは未装備であった。

### 第2次車
本系列と1900系との接客設備の差は冷房機器の有無などからも明らかであり、特に夏は涼しい本系列の運用を待って先行の1900系特急を見送る乗客が急増した。このため、京阪は当初の補充のみの車両増備計画を改め、特急車をすべて新造の本系列に置き換えるとともに既存の1900系を一般車に格下げ、これらを老朽化が進行していた旧型車の置き換えに充てる方針に転換した。そこで、1972年（昭和47年）6月に以下の第2次車4両編成2本（8両）および3両編成2本（6両）の計14両 が竣工した。
| ← 京都大阪 → | ← 京都大阪 → | ← 京都大阪 → | ← 京都大阪 → | ← 京都大阪 → | ← 京都大阪 →  |
| 形式         | 3500         | 3600         | 3100         | 3000         | 竣工          |
| ------------ | ------------ | ------------ | ------------ | ------------ | ------------- |
| 形式         | Tc           | T            | M            | Mc           | 竣工          |
| 車両番号     | 3505         |              | 3105         | 3005         | 1972年6月14日 |
| 車両番号     | 3506         | 3606         | 3106         | 3006         | 1972年6月14日 |
| 車両番号     | 3507         |              | 3107         | 3007         | 1972年6月17日 |
| 車両番号     | 3508         | 3608         | 3108         | 3008         | 1972年6月26日 |

この2次車では7両編成化を実現すべく3600型が新たに設計製造されるとともに、本系列のみでの特急運用を前提としてブレーキをAR-LD中継弁付自動空気ブレーキからHRD-1D電気指令式ブレーキに変更し、運転台も主幹制御器とブレーキ弁の変更が実施され、準備工事済の1次車も同様に改造された。なお、7両固定編成の深草車庫入庫が不可能であったため、分割可能としている。また、1次車にあった窓側の肘掛けが廃止された。

### 第3次車
1973年（昭和48年）6月には第3次車として以下の4両編成2本（8両）と3両編成8本（24両）の計32両 が製造された。
| ← 京都大阪 → | ← 京都大阪 → | ← 京都大阪 → | ← 京都大阪 → | ← 京都大阪 → | ← 京都大阪 →  |
| 形式         | 3500         | 3600         | 3100         | 3000         | 竣工          |
| ------------ | ------------ | ------------ | ------------ | ------------ | ------------- |
| 形式         | Tc           | T            | M            | Mc           | 竣工          |
| 車両番号     | 3509         |              | 3109         | 3009         | 1973年5月17日 |
| 車両番号     | 3510         | 3610         | 3110         | 3010         | 1973年5月17日 |
| 車両番号     | 3511         |              | 3111         | 3011         | 1973年5月31日 |
| 車両番号     | 3512         | 3612         | 3112         | 3012         | 1973年5月31日 |
| 車両番号     | 3513         |              | 3113         | 3013         | 1973年6月19日 |
| 車両番号     | 3514         |              | 3114         | 3014         | 1973年6月19日 |
| 車両番号     | 3515         |              | 3115         | 3015         | 1973年6月26日 |
| 車両番号     | 3516         |              | 3116         | 3016         | 1973年6月26日 |
| 車両番号     | 3517         |              | 3117         | 3017         | 1973年6月30日 |
| 車両番号     | 3518         |              | 3118         | 3018         | 1973年6月30日 |

これにより所要の9編成が出そろって1900系の置き換えを完了 し、特急車の完全冷房化を実現した。この3次車では、夜間閑散時の編成解結の作業簡略化を目的として連結器を電気連結器付密着連結器へ変更し、混雑時および地下線内での使用停止を目的として車掌室から遠隔ロック可能な収納式補助いすが装備された。これらの変更は第1次車および第2次車へも順次適用されている。また、保安強化を目的として主回路に高速度遮断器が付加されているが、これも本グループ竣工後在来車に追設されている。

## 編成
初期は、淀屋橋方より制御電動車である3000型 (3001 - 3018) 、中間電動車の3100型 (3101 - 3118) 、そして制御車の3500型 (3501 - 3518) の3車種による3両編成を基本とし、4両編成を組む4編成については3100型と3500型の間に付随車である3600型 が挿入された。
これらの3両編成ないしは4両編成による基本編成2本を組み合わせることで6両または7両編成を組成した。ただし、夜間の閑散時間帯については特急の運行サイクルを変えずに輸送需要に適合させるため、沿線祭事時などを除き編成分割を実施し3両編成単独で運用され、1987年（昭和62年）の七条駅以北の地下化まで続いた。
その後、1989年（平成元年）10月の鴨東線開業に伴う7両編成化に際しては、3600型の追加新造ではなく新特急車である8000系の付随車である8500形8550番台車5両 が新製投入されて当時6両編成で運行されていた各編成に組み込まれた。この固定編成化に合わせて、分割運用の廃止で不要となった前面の貫通幌はすべて撤去され、前面の連結器も電気連結器付の密着連結器から日本製鋼所製密着自動連結器に交換された。
8000系に合わせて車内に号車番号プレートが取り付けられ、編成中間の3500型の一部 は車掌台側乗務員室を公衆電話室に改造し、簡易運転台付付随車の3600型3500番台となり、8000系に準じた明るめの塗色へ変更されはじめたが、8000系の好評から第2編成以降の新造が開始され、本系列の廃車が進んだ。しかし、その後の検査体制の見直しや、寝屋川市駅高架工事、正月・春秋行楽期・沿線祭事時の特急車不足に対応するため、特急運用に余裕を持たせ予備車率を引き上げる必要が生じ、8000系は主電動機や駆動装置などを本系列と共通としたことから（後述）、3005F+3006Fの7両編成1本および3008Fから抽出された予備車2両は廃車とせず、継続使用することとなった。
この決定後、車齢20年を経過していたことから、1995年（平成7年）12月に車体と主要機器の更新修繕工事が施工された。この際、編成中間の3005と3506を3108および寝屋川工場でダブルデッカー（2階建て車両）に改造された3608（改造後は3855）と置き換えて、編成中間の運転台をなくした7両1編成に組み替えを実施 した。
さらに1998年（平成10年）3月には、8000系へのダブルデッカー増結による8両編成化を受けて、保留車となっていた3506と3005を種車として改造した中間車1両 を組み込んで8両編成化された。合わせて3855に簡易運転台を設置のうえ3805に改番し、3755と連結位置を入れ替えて、ダブルデッカー・テレビカーの連結位置を8000系とそろえている。
| 3000 | 3100 | 3500 |
| Mc   | M    | Tc   |

| 3000 | 3100 | 3600 | 3500 |
| Mc   | M    | T    | Tc   |

| 3000 | 3100 | 3500 | 3000 | 3100 | 3500 |
| Mc   | M    | Tc   | Mc   | M    | Tc   |

| 3000 | 3100 | 3600 | 3500 | 3000 | 3100 | 3500 |
| Mc   | M    | T    | Tc   | Mc   | M    | Tc   |

| 3000 | 3100 | 3500 | 3000 | 3100 | 3600 | 3500 |
| Mc   | M    | Tc   | Mc   | M    | T    | Tc   |

| 3000 | 3100 | 8500 （8550番台） | 3500 | 3000 | 3100 | 3500 |
| Mc   | M    | T                 | Tc   | Mc   | M    | Tc   |

| 3000 | 3100 | 8500 （8550番台） | 3600 （3500番台） | 3000 | 3100 | 3500 |
| Mc   | M    | T                 | T                 | Mc   | M    | Tc   |

| 3000 | 3100 | 3600 | 3600 （3500番台） | 3000 | 3100 | 3500 |
| Mc   | M    | T    | T                 | Mc   | M    | Tc   |

| 3000 | 3100 | 3100 | 3600 （3500番台） | 3000 | 3100 | 3500 |
| Mc   | M    | M    | T                 | Mc   | M    | Tc   |

| 3055 | 3155 | 3855 | 3755 | 3205 | 3105 | 3505 |
| Mc2  | M1   | TD   | T    | M2   | M1   | Tc   |

| 3055 | 3155 | 3655 | 3755 | 3805 | 3205 | 3105 | 3505 |
| Mc2  | M1   | T    | T    | TD   | M2   | M1   | Tc   |

| 8081 | 8181 | 8681 | 8781 | 8831 | 8231 | 8131 | 8531 |
| Mc2  | M1   | T    | T    | TD   | M2   | M1   | Tc   |

| 8081 | 8181 | 8681 | 8781 | 8231 | 8131 | 8531 |
| Mc2  | M1   | T    | T    | M2   | M1   | Tc   |

## 車体

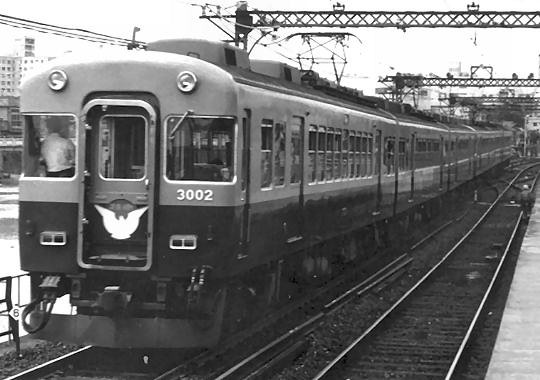
デビュー当時の初代3000系1次車
1900系との併結を想定した密着自動連結器とそのジャンパ線（左）、AR-LD自動空気ブレーキ用ブレーキ管および元空気溜管のホース（右）が見える。当時は夏季を除き冷房非稼動で、側窓が開けられている。
（1972年ごろ、七条駅にて）

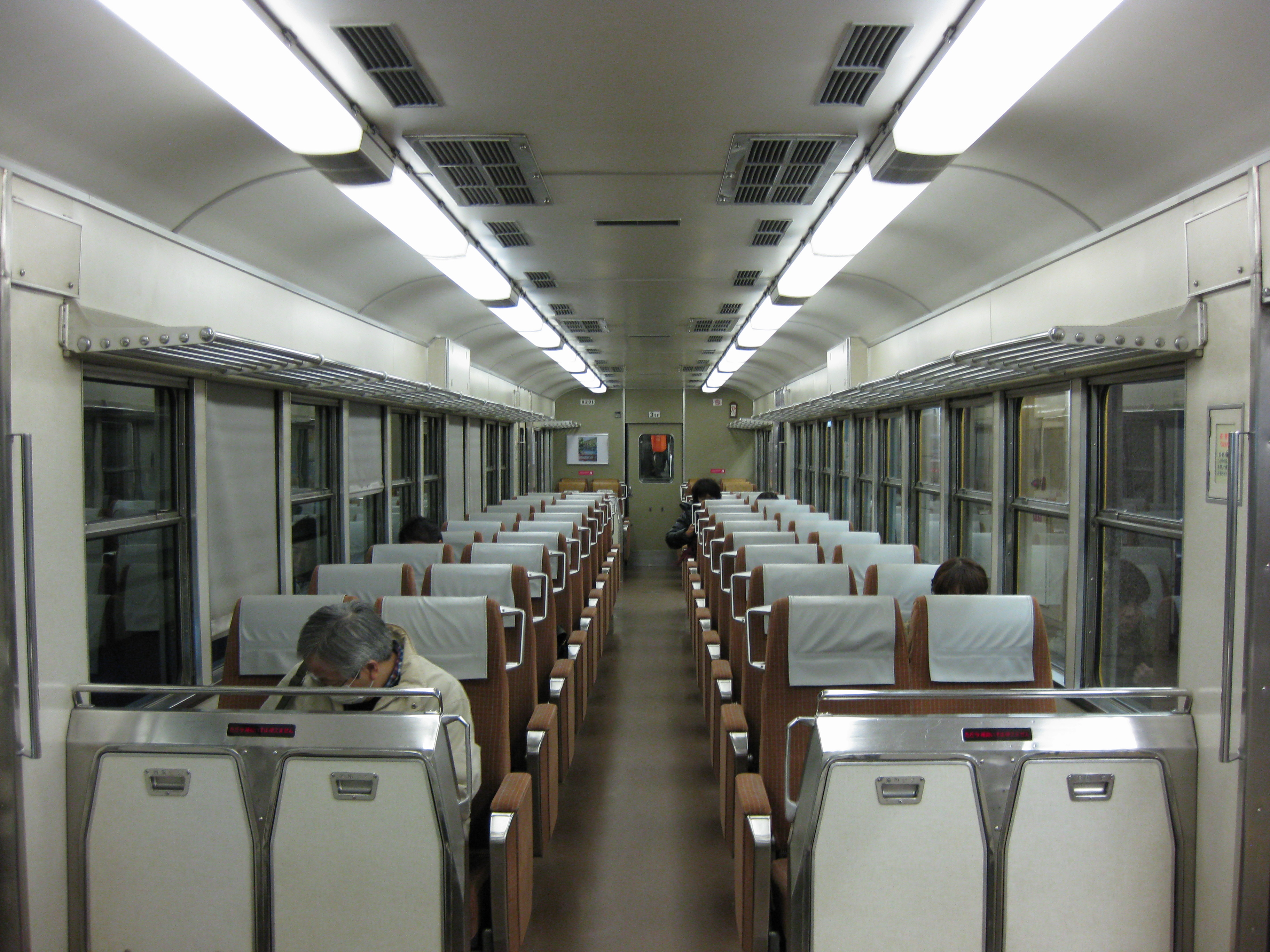
車内（更新後）

1900系新造車グループに準じた2扉18m級で溶接組立構造の全鋼製車体を備え、1900系特急車と同じ京阪特急伝統のマンダリンオレンジとカーマインレッドのツートンカラー（京阪特急色）をまとう。
窓配置は先頭車がd1(1)D9D(1)2、中間車が2(1)D10D(1)2（d：乗務員室扉、D：客用扉、(1)：戸袋窓、数字：側窓数）で、各車車端部の窓各1枚は幅が他より狭い。窓ガラスは全て熱線吸収ガラスとしている。また妻窓を廃し、車内側には名画の複製が飾られた。
側窓は冷房搭載を受けて上段上昇・下段固定式の2段式とされ、下段固定により1900系にあった保護棒は省略され、すっきりした印象となった。なお、車体中央部に位置する種別表示幕直下の上段窓については表示幕と干渉するため、固定窓とされている。
車体断面は、クロスシートの座席幅および通路幅を確保すべく2000系などと同様に裾絞りを入れて側窓周辺での車体幅の拡幅を実現しているが、同系列などと比較してそのカーブは緩く、車体上部の内側への傾斜もない。
前面デザインは、1900系に取り付けられていたバンパーを廃し、左右の前面窓を曲面ガラスとしている。また、貫通幌は扉および幌枠取り付け部を一段奥に引き込んだ半埋め込み式としてあり、幌自体も従来の吊り幌から2200系以降の新造車に採用された成田式リコ型と呼ばれる幌吊りを内蔵した新型に変更されている。
前照灯は2灯式であるが、2400系と同様のシールドビームで、照度の向上と灯具の小型化が実現している。また、標識灯は5000系（1971年〈昭和46年〉製以降）と共通の角形2灯式のユニットが前面下部の左右に振り分けて取り付けられている。京阪特急のシンボル「鳩マーク」は前面貫通扉内蔵の電照式となり、特急以外での運用時は車体と同色の鉄板（鳩隠し）をはめて隠していた。
車内は、通勤特急車ではあるが、落ち着きと明るさを兼ね備えた、京都的な雰囲気の京阪特急らしい内装とした。化粧板は天井が白に薄茶色の縦縞、側壁は茶系統の格子柄、妻壁は薄いグレー地に白雲を浮かべ、金箔をちりばめて彩雲を表現した飾壁とした。床は薄めの茶色として、段付きの豪華な座席モケットと対比させた。
座席は縦縞入りエンジ色モケットが張られたシートピッチ900 mmの東京リクライニング社製転換クロスシートが採用され、終着駅での座席転換作業を省力化すべく、新開発の空気圧駆動による自動転換装置を内蔵した。電動車については電動機点検蓋の開口の関係から車端部がロングシートであった1900系と異なり、オールクロスシート化が実現した。なお後述のダブルデッカー（2階建て車両）の2階席・階下席には集団離反式の固定クロスシートが採用されている（車端平屋部は従来通り転換式）。
通勤特急でもある京阪特急は、朝夕は立席客で相当混雑するため、側出入口は幅1,100 mmの片引き戸とし、出入口側のクロスシート付近には角パイプの保護柵を十分な強度を持たせて備え付けた。この保護柵は先述のとおり、3次車にて収納式補助いす装置に置き換えられた。
冷房装置は冷凍能力8500kcal/hの三菱電機（以下、三菱）CU-13集約分散式ユニットクーラーが各車に4基ずつ搭載されており、天井部の風洞を介して冷風が供給されるが、停車駅数の少ない特急専用車であったため、ラインフローファンなどの補助送風ファンの搭載は省略された。

## 主要機器

### 電装品
1800系から1900系までの歴代特急車においては、例外的に三菱電機製主電動機や駆動装置（WNドライブ）が併用されたが、本系列の電装品は京阪の伝統に倣って東洋電機製造（以下、東洋）製で統一されている。
主電動機の定格出力が小さかったために限りなく全電動車方式に近い編成とならざるを得なかった在来車に対し、従来の倍近い大出力モーターの採用でMT比が2:1あるいは4:3と経済的な編成が組めるようになった。さらに、京阪では京津線で運用されていた50型以来複数採用例がある直流複巻整流子電動機を用いて、定速度制御機構が導入されたのが大きな特徴である。また、将来の架線電圧の1,500Vへの昇圧の方針が定められてから登場したため、機器構成もそれに備えて600Vと1,500Vの2つの電圧を切り替えて使用可能な仕様となっている点も特徴の一つである。
主電動機としてはTDK-8160-A（端子電圧375V、定格電流515A、分巻界磁電流53A、1時間定格出力175kW、定格回転数2,130rpm）が搭載され、600V時代には端子電圧300V時1時間定格出力140kWを発揮した。これによって、1900系が採用していた75 kW級のTDK-809A・MB-3005Dと比較しておよそ倍の出力を実現している。この電動機は本系列の廃車後も後継形式である8000系の8004F以降の電動車に再利用されている。
もっとも、600V時代にはこれでも複々線区間で高速運転する際にはやや出力不足気味であり、既に1900系末期の段階で7両編成化が始まっていたにもかかわらず3600型の新造がラッシュ時に必要最小限の両数に抑えられ、あるいは電装準備工事が行われていた一因はここにあった。
なお、駆動装置は中空軸たわみ板継手式カルダン式で、ギア比は84:16=5.25である。
制御器は電動カム軸式の東洋ACDF-H4175-587Aで、界磁位相制御方式による定速度制御機能を備えている。これはマスコン側の指令により65km/h以上の速度域において5km/h刻みで一定速度での走行を可能とするものであり、速度が低下した場合には力行ノッチが自動進段し、3km/hまでの範囲で速度が超過した場合には回生制動が、さらにこれを越えて超過した場合には電制が自動的に動作するという、発電・回生ブレーキと連動した機構となっていた。
ただし、本系列の制御器に備えられた回生制動機能はこの定速度制御機能でのみ利用可能、つまり主制御器内で完結した機構であって空制系とは直接連動していなかった。
本系列は昇圧準備車として設計されたため、制御器は1C4M制御で、それでいて回路的に独立した電動車2両が隣接するように組成されており、昇圧工事の際には単車昇圧のみならず親子方式の昇圧も選択可能なように考慮されていた。
実際には、主電動機を2個2群で直並列つなぎ（2P2S接続）してあったものを各モーターを4個永久直列（4S接続）として単車昇圧されており、電動車を隣接させるメリットは特になかったことになる。なお、昇圧時点での抵抗制御段数は直列16段、発電制動11段であった。
この制御器は1995年（平成7年）の残存編成に対する更新工事に際して交換が実施され、8000系と共通の1C8M制御器である東洋ACRF-H8175-792Aに変更されて集約化が図られており、ここに初めて電動車を隣接させる必然性が生じている。これは6000系に搭載された東洋ACRF-H8155-785Aの発展型であり、旧制御器同様に界磁位相制御方式による定速度制御機能を備えているが、架線電圧の昇圧により回生制動の有効レンジが拡大したことを受け、「+」（力行）・「-」（制動）・「N」（定速度維持）の3ポジション指示によって45km/h以上の速度域において1km/h刻みで定速度指令可能となり、運転操作の大幅な容易化が図られている。
パンタグラフは、冷房装置搭載スペースを確保するために下枠交差式の東洋PT-4805Aが採用され、3000型および3100型の京都寄りに各1基搭載されている。

### 台車
台車は京阪において初めて導入された車体直結式（ダイレクトマウント）の空気ばね式台車が全車に採用されている。
電動車が住友金属工業（以下、住友金属）製FS-381、制御車の3500型が製造時期により汽車製造会社（以下、汽車会社）KS-132あるいは川崎重工業KS-132Aを装着しており、中間T車の3600型は将来の電動車化を考慮して電動車のFS-381から主電動機支持架などを省略したFS-381Bが装着された。
FS-381は、汽車会社が開発したエコノミカルトラックと呼ばれる廉価な1自由度系空気ばね台車に対抗すべく住友金属が開発したFS-337系1自由度空気ばね台車の系譜に連なる側梁緩衝ゴム式台車の一種であり、軸箱支持についてはその荷重を直上のコイルばねに負担させる構造であるが、通常のペデスタル式軸箱支持構造と異なり前後方向が積層ゴムパッドにより固定されていて、金属部品による摺動面をもたないという特徴がある。
これに対し、KS-132・132Aは汽車会社がスイス・シンドラー社からライセンスを得て開発したシンドラー式円筒案内台車の最終世代で、これは1900系に採用された汽車会社KS-70の枕ばね部を揺れ枕吊り方式からダイレクトマウント方式に変更したものである。
本系列の台車は、いずれもダイレクトマウント化の実施によって1900系に比べて乗り心地が改善されるものと期待された。ところが、FS-381については曲線主体の京阪の軌道条件に良く適合し、走行特性は良好であったものの、元々低コスト重視の通勤車用として設計された台車であり、構造上コイルばねを並列配置して軸箱支持するため個々のばね定数を低くできるシンドラー式のKS-132系とは異なり、単一のコイルばねで軸箱支持を行うことから軸ばねのばね定数を低く（＝柔らかく）設定できないため、その乗り心地は今一つ不評であった。そのためか、本系列の廃車時にKS-132A台車10両分が枕ばね付近をダイレクトマウントのまま、新車体に適合するよう大改造した上でKW-79として2600系30番台に転用されたが、本系列で多数を占めていたFS-381系は全数廃却されている。

#### シェブロン式台車の試用
試行錯誤が繰り返された感の強かった1900系までと比較して、台車について動きの少ない本系列であるが、それでも試作台車の試用が一度行われている。
1977年（昭和52年）に川崎重工業が試作したKW-24・25の2種の新型台車がそれである。
これら2形式は、従来と同じダイレクトマウント式を採用するKW-24と、新開発のボルスタレス式を採用するKW-25で、枕ばね部が異なる以外は基本的に共通設計で、ともに新開発の積層ゴムによるシェブロン式と称する軸箱支持機構を採用しており、この新設計の軸箱支持機構の評価試験に加え、新開発の枕ばね部の従来設計との比較試験を同時に行う目的で試作されたものであった。
もっともこのシェブロン式軸箱支持機構は、構造は簡素であるが曲線が多く偏倚の大きい京阪線での使用には適さなかったため、京阪では本格採用に至らず、ボルスタレス台車も曲線通過時の性能が不満足であったのか、京阪では以後現在に至るまで一度も採用されずに終わっている。

### ブレーキ
1971年（昭和46年）竣工の第1次車については、1900系との併結を考慮して同系と共通の日本エヤーブレーキAR-LD自動空気ブレーキが採用された。これに対し、特急車の本系列への統一が決定した第2次車以降は、より応答性が高く操作性の良い電気指令式の日本エヤーブレーキHRD-1D（制御・付随車はHRD-1）に変更され、第1次車についてものちに同じHRD-1Dへ換装して、仕様統一が図られている。
なお、最後まで京阪に残った旧3505F（のちの8531F）は1995年（平成7年）12月のダブルデッカー車組み込みに伴う機器更新の際に、8000系と共通の回生ブレーキ優先・電気指令式ブレーキであるナブコ（旧日本エヤーブレーキ）HRDA-1に再度変更されている。

### 連結器
上述のとおり、第1次車の段階では1900系との混結の可能性があったため、1700系以来の日本製鋼所製NCB-II小型密着自動連結器が先頭車運転台側に搭載されたが、特急運用への本系列定数充足に際して、夜間閑散時の3両編成分割運用時の増解結作業の簡略化を目的に、第3次車では電気連結器の付いた回り子式（柴田式）密着連結器が採用された。これに合わせて第1・2次車も連結器の交換が実施された。
これに対し、運転中に編成を解かれる可能性のない中間車両と運転台付き車両の連結面側については、終始一貫して半固定式の棒連結器が採用されている。
その後三条駅 - 七条駅間の地下化に伴う1987年（昭和62年）6月1日のダイヤ改正で分割運用が廃止されたことから、再度運転台側連結器がNCB-II小型密着自動連結器に再度変更され、これが2013年（平成25年）の運用終了までそのまま使用された。
なお、本系列には2200系以降の新造通勤車と同様にATS車上子の保護の目的で前面床下にスカートが装着されているが、これは上記連結器変更で物理的な干渉が生じたため、その都度形状変更が施されている。

### テレビ

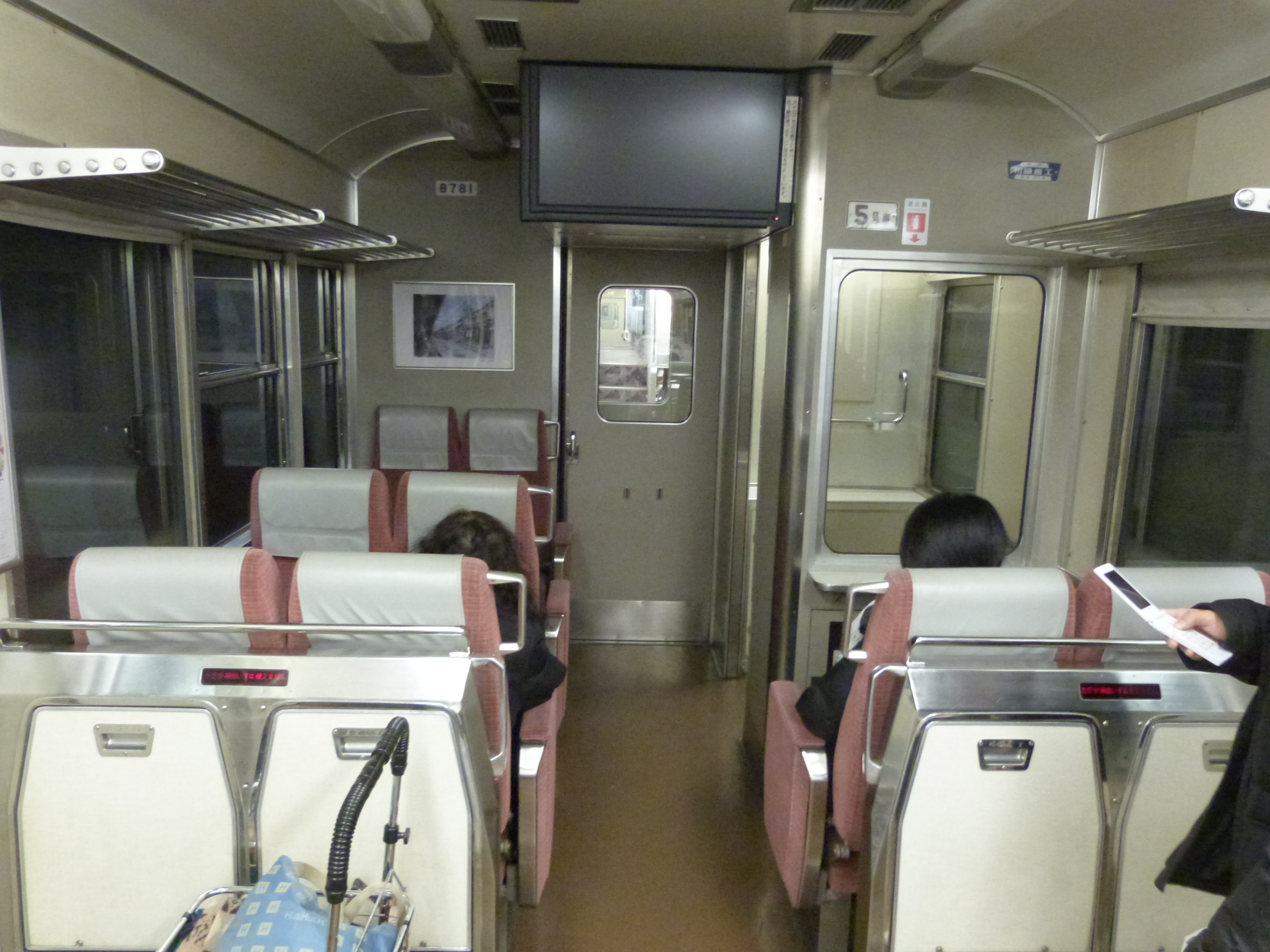
テレビカー内部（更新後）
（右奥は電話室跡）

制御車である3500型の運転台（京都）寄り貫通路上部に20インチカラー受像器が設置された。京阪特急テレビカー初のカラーテレビであるが、高電圧の架線直下を走行するため磁界の干渉が大きく、磁気シールドを強化して色ずれの発生を抑えた特注品を沿線（大阪府門真市）の松下電器（現・パナソニック）が製造して納入している。画面下部の「ナショナル」ロゴは1973年（昭和48年）以前のオール大文字「NATIONAL」であった。
なお、先代特急車の1800系では21インチ、1900系では23インチ受像器が搭載されていたが、これらは色ずれとは無縁の白黒テレビゆえの大サイズであった。
スピーカーは天井のほか、3次車では各座席（戸袋部座席を除く）の側窓下にもあり、個別スイッチによる入切も可能であった。テレビ音声は車内放送を優先して自動で音量が小さくなるように、また走行中は音量が大きくなるようになっていた。
受信アンテナは、1900系までの歴代テレビカーの実績を受けて、屋根上に2基の5素子八木アンテナを90度の角度を付けて搭載し、信号強度が大きい方から受信するように地上子による指令検出で自動切り替えする機構を搭載しており、本系列の登場に合わせて地上子の整備が実施されている。これは、大阪から京都へ向かう途中で生駒山にある送信所との位置関係が変わってしまうためにとられた措置で、1800系では屋上のアンテナを車掌が回転させて切り替え、1900系は単純な電波強度比較機構による自動切り替え、と段階を踏んで改良されてきたものであり、本系列の機構でようやく完成の域に到達した。
この受信アンテナは、第1・2次車では運転台寄りの1・2番目の冷房装置の間と3・4番目の冷房装置の間に搭載されていたが、第3次車では冷房装置が障害物と見なされたのか列車無線アンテナと1番目の冷房装置の間と1・2番目の冷房装置の間に変更されている。
なお、第3次車の3011F+3012Fの7両1編成のみは、1984年（昭和59年）4月以降、ダイバーシティアンテナの試験車として電動車である3011・3012にもそれぞれ3500型に対応する位置に2基ずつ八木アンテナが搭載され、廃車までそのまま使用された。
また、3009F+3010Fと3011F+3012Fの2編成には新造時に松下製VTRが試験搭載され、反響次第では在来車にも搭載が検討されていた。しかし、スポーツ中継などのリアルタイム性の強い番組が好まれたことから、ほとんど使用される機会がなく、のちに撤去されている。
1995年（平成7年）の更新工事では、中間車の3755をテレビカーに改造、編成中1両のみとし、電話室や各座席側窓下へのスイッチ付きスピーカーの設置、自動追尾式BS（アナログ）アンテナの搭載など、8000系との仕様統一が図られた。
2006年（平成18年）から2007年（平成19年）にかけて、8000系同様にテレビを地上デジタル放送対応32インチ液晶ハイビジョンテレビ（三菱電機）に換装し、屋根上にはダイバシティ式の無指向性・広帯域UHFポールアンテナを2本設置、BSアンテナは撤去された。中之島線を除く地下線内においては、地上アナログ放送を漏洩同軸ケーブルによる再送信で受信していたため、地アナ廃止後は視聴できなくなった。
時代の流れとともにその役割を終えたとの判断から、テレビカーは2011年（平成23年）に廃止予定であったが、3755（8781）のテレビは2013年（平成25年）3月末の営業運転終了まで存置された。

## 運用
1971年（昭和46年）7月1日に営業運転を開始し、直ちに京阪の代表形式となり、長く特急運用の主力車として重用された。
昇圧前には7両編成が朝ラッシュ時の最混雑時間帯の運用に集中投入されたが、電動車4両では変電所が許容する上限に近い出力であったにもかかわらず出力不足気味であったとされ、6両編成と同じダイヤでの運転も厳しい状況であったという。そのため、3600型付随車は編成出力の引き上げを考慮し、電装を想定した車体構造として設計され、電動車用の台車から主電動機支持架などを省略した住友金属工業FS-381Bを装着して竣工している。もっとも3600型の電装による5M2T化は、直流600 V時代には電力面での問題が大きすぎ、また昇圧後は電動車4両と制御車・付随車4両を組み合わせた8両編成も可能な性能が得られるようになったため、実現せずに終わった。
このように、出力面での制約が大きかった7両編成への増結は、ラッシュ時に必要となる3編成+予備1編成で合計4編成に実施されるに留まり、それ以外の編成は、昇圧後までは3両編成あるいは6両編成で運用された。
本系列は通常の定期特急以外にも、臨時特急や何らかの都合での車両交換時に寝屋川車庫・淀車庫との入出庫を兼ねた区間急行や普通、京都競馬場における競馬開催に伴う臨時急行、あるいは沿線の祭礼時の臨時急行・準急などにも運用されたほか、京都地下線開通までは早朝、日中ダイヤへの移行時（特急3本→4本／時）や夜間に、普通や区間急行での定期列車運用も存在した。ただし、本系列の主抵抗器は特急車専用設計で、その容量から特急以外の運用には制限があり、1995年（平成7年）の車体改修工事での機器更新までは、特急以外への充当（代走）は極力避けて運用された。
その後一旦は特急と回送以外での定期運用は設定されていなかったが、1997年（平成9年）以降は8000系と同様に普通の一部に、2000年（平成12年）以降は急行・準急・区間急行運用もわずかながら設定されるようになった。2009年（平成21年）9月改正以降は、中之島線運用が間合い運用で定期で平日に限り、1往復が設定された。
運用開始から長年にわたり、特急運用時の側面表示幕は白地に斜体赤字の「特　急」表示であったが、鴨東線開業に備え1989年4月ごろから特急幕にも行先表示（黒地白字）が追加され、1800系以来の特徴的な書体は失われた。1995年の車体改修工事（後述）では8000系に準じた英語・ローマ字付きの幕（特急幕は黒地赤字）に、さらに2003年（平成15年）9月改正に合わせて「特急」幕が赤地白字に変更され、2008年10月の中之島線開業準備の際には書体が新ゴとFrutigerの組み合わせとなり、英語表記が「LTD.EXPRESS」から「Limited Exp.」に変更された。
先述の分割運用に際しては、ブレーキや連結器の仕様変更により編成単位で互換性が確保できない時期があったことや、ダイバーシティアンテナ試験車かつVTR搭載車であった3011F+3012Fのように一部機器が異なる編成ペアが存在した事情もあって、原則的には3001F+3002F、3003F+3004F、3005F+3006F、3007F+3008F、3009F+3010F、3011F+3012F、3013F+3014F、3015F+3016F、3017F+3018Fと、新造時にペアであった編成同士が連結されるように運用され続けた。

## 8000系の増備と置き換え
1989年（平成元年）10月の鴨東線開業に伴い、18年ぶりの新型特急車となる8000系が導入されることとなった。8000系は7両1編成と、本系列への中間増結車5両の計12両が投入され、特急車は7両編成に統一された。
合わせて本系列の中間の運転台は簡易運転台扱いとなり、スカートは撤去された。車掌台は機器を撤去のうえ乗務員扉を固定、4号車となる3500型については列車無線アンテナをNTT仕様の通信アンテナに交換し、カード専用公衆電話機を設置して電話室とされた。
一方、8000系の人気と鴨東線開業後の利用増は予想を上回るもので、特急車を全て8000系に置き換える方針に変更され、3扉化を考慮した設計の車体ではなかったことから、本系列の廃車が始まった。主電動機や駆動装置などは、本系列と8000系で共通としたことから、改修のうえ新造の8000系に転用された。電話室設置済の3500型については、未改造車との組み替えが実施され、3500型と3000型の各10両が富山地方鉄道および大井川鉄道（現・大井川鐵道）に譲渡された。
しかし、8000系第2・第3編成については、機器改修を回転させるべく全て新品とされたために、特急車不足を補うため、本系列を残存させる可能性が生まれ、廃車は1編成7両と2両の予備車を残して進められた。加えて、図面上の検討はなされていたが、実現の機会がなかった「2階建て京阪特急」について、解体が始まった本系列を利用できないか、検討が再開されることとなった。

## 車体改修工事・固定編成化

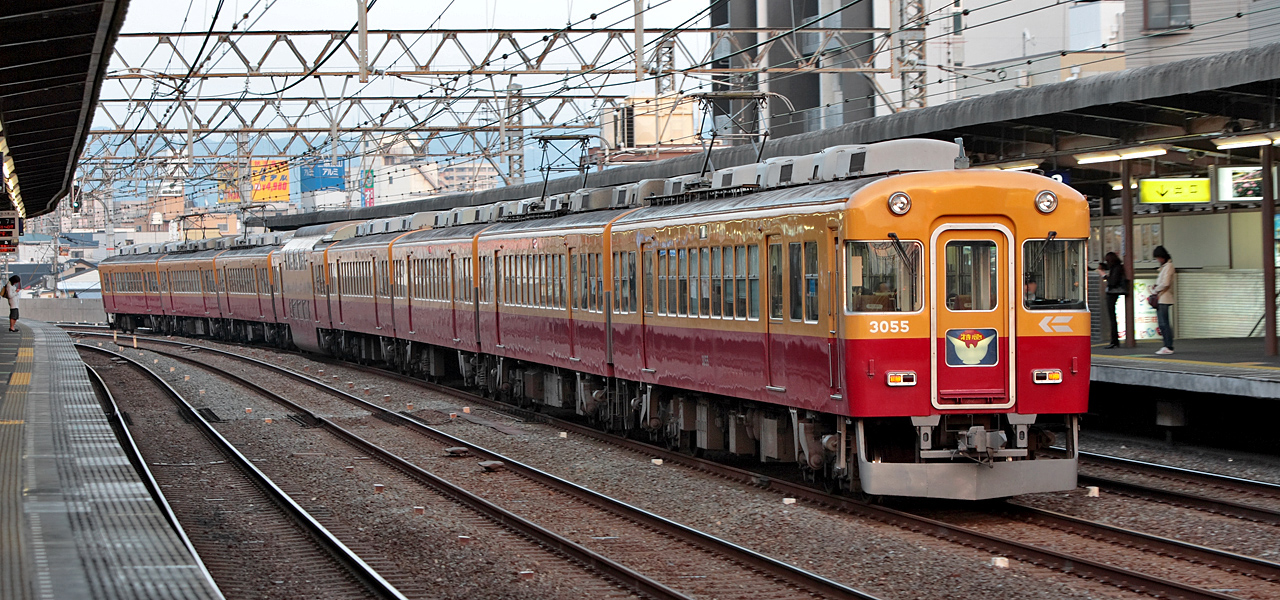
3000系更新車 （西三荘駅にて）

1995年（平成7年）、車体改修工事に合わせて、中間付随車1両（3608号車）を自社の寝屋川工場で2階建て車両（ダブルデッカー）に改造することとなった。2階建て車両への改造は容易ではなかったが、幸い本系列は鋼製車であり、長年にわたり寝屋川工場で行われてきた諸工事のノウハウを生かして改造された。旧車体の台枠を上手く利用する改造方法が構想を大きく前進させ、具体化設計と並行して制作された実物大モックアップとあわせて、極めて珍しい改造ダブルデッカーの実現に寄与した。「思い出に残る小旅行気分」をコンセプトとしながら、手すり兼用の荷棚や乗降円滑化のための直線階段など、ラッシュ時の混雑にも対応した設計とされた。
改造工事は3608号車の台枠下面に「バスタブ」と呼ばれた巨大な階下室鋼体を取り付けることから始まり、その後特設の工事場に定置させて、車体に歪みが出ないよう拘束のうえ、鋼体改造が開始された。当初、工程は順調であったが、未経験の工事のため遅れがちとなり、内装仕上げが初回の試運転に間に合わず、パイプ椅子が持ち込まれた。一方、動揺測定では最悪に備え車間ダンパの取り付けが用意されたが、何ら原設計を変更する必要のない好成績であった。
車両メーカーの助言を仰いだとはいえ、その施工経験と使用実績は量産車というべき8000系増結用ダブルデッカー車の設計にあたって貴重なデータを提供した。8000系ダブルデッカー登場までの約2年間は、本系列1編成1両のみのダブルデッカーに待ってでも乗ろうという状況や、運用の問合せがしばしば見受けられた。
同改修工事では、制御装置その他の機器を8000系と同一仕様に更新し取り扱いの統一を図ったことから、運転台のマスコンが同系列と同じT字型ワンハンドル式に変更された。また、前面貫通扉に種別行先表示器を新設、鳩マークはアクリル板差し込み式となり、白幕とされた特急（K特急・快速特急）幕をバックライトとして掲出する方式に変更された。更新当初の側面表示幕は種別行先一体型（MCS式・2200系などと同様）のままであったが、2003年9月のダイヤ改正でK特急が設定されたこともあり、2005年（平成17年）に種別行先個別型に交換された。
また、「3000系のイメージを形成する部品」として、ダミーのステンレス製幌枠が取り付けられ、全盛期の精悍な状態がほぼ再現された。車内は座席を8000系と同一仕様のものに交換したほか、化粧板のみならず窓枠などの金具までもが新品に交換され、新車並みの状態に仕上がる徹底的な工事が行われた。なお、自動放送装置も当初のカセットテープ式から8000系と同一のICレコーダー式に更新されている。
改修工事を終えた本系列は1995年12月25日より営業運転に復帰した。しばらくの間、特製ヘッドマークが掲出された。
その後の全特急車の8両固定編成化に際しては、予備車となっていた3000型・3500型各1両を切り接ぎ改造し、中間車1両（3655号車）として組み込んだ。この中間車化改造にあたっては、1両の運転台部分をカットした後で、もう1両の連結面側構体をカットしたものを溶接したため、扉間の窓数は9枚、元運転席のあった側の窓は4枚となっている。また、この車両は種車の川崎重工業KS-132A台車を引き続き装着している。なお、8両編成化の実施に際しては、当時予備車として残存していた3500型を8000系に組み込んで本線上での走行試験を行っている。

## 8000系への編入

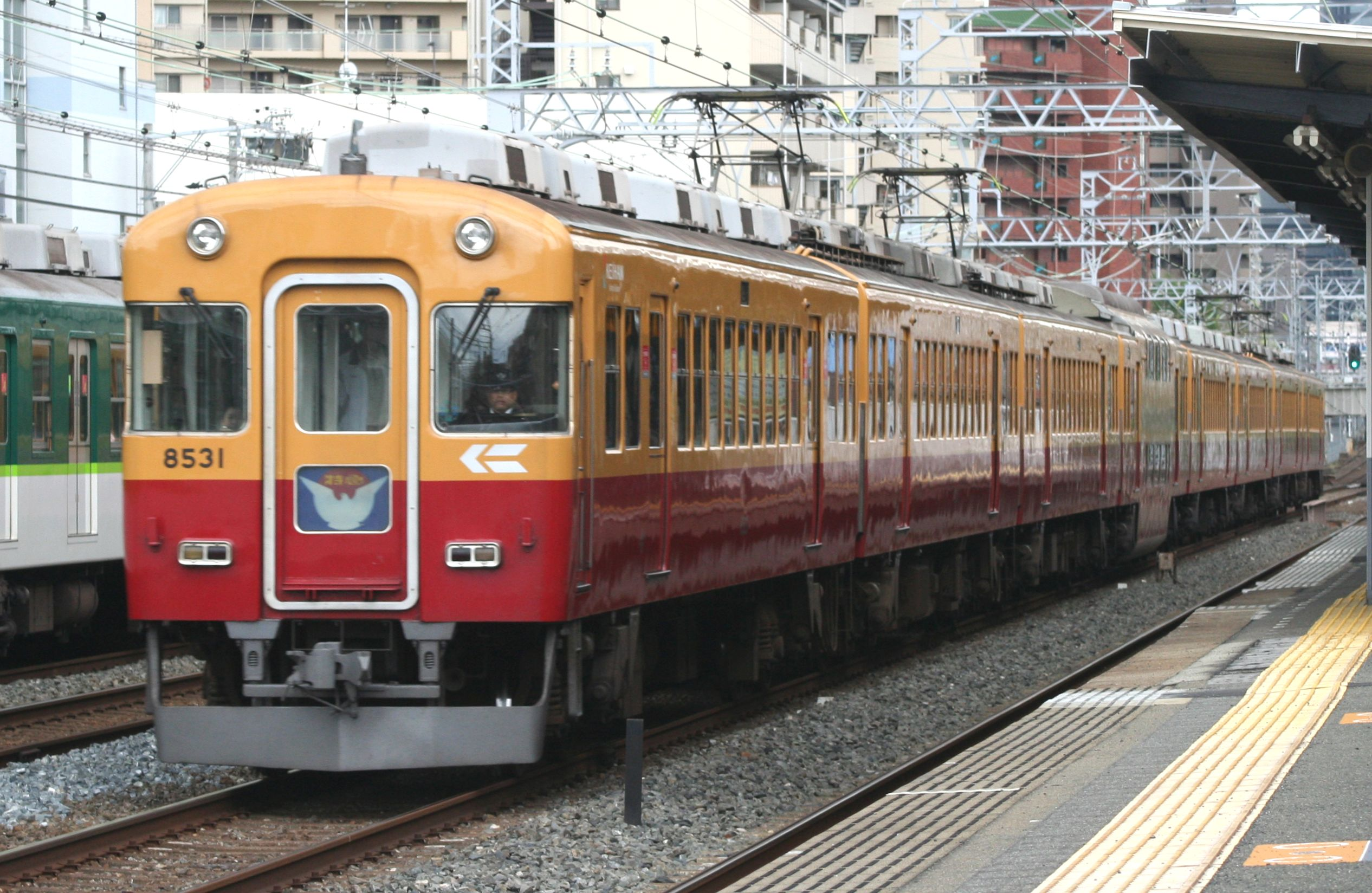
改番後（2012年5月4日）

2008年（平成20年）10月19日の中之島線開業に合わせた新型車両3000系（2代目）の投入を前に、本系列は運用と主要機器類が共通する8000系に編入されることとなり、先々代の特急車1810系が1900系に編入されたのと同様の歴史を歩むこととなった。
同年2月10日には、編入に備えて先頭車前面の車両番号とKマークがステッカー化され、改番前の同年6月15日から24日まで、先頭車の前面に「3505-3055編成 ファイナル!」の特製ヘッドマークが掲出された。
改番前（カッコは旧車番）
- 3505 - 3105 - 3205  (3106)  - 3805  (3608)  - 3755  (3606)  - 3655  (3506)  - 3155  (3108)  - 3055  (3006)

改番後
- 8531 - 8131 - 8231 - 8831 - 8781 - 8681 - 8181 - 8081

8000系への編入時に、視認性向上のため先頭車前面の車両番号は黒色となった。新塗装化は行われず、2010年（平成22年）8月の検査後も京阪特急色が維持された。なお、中之島線開業に合わせて、3000系（2代）と同様の自動放送装置に更新されている。

## 運行終了

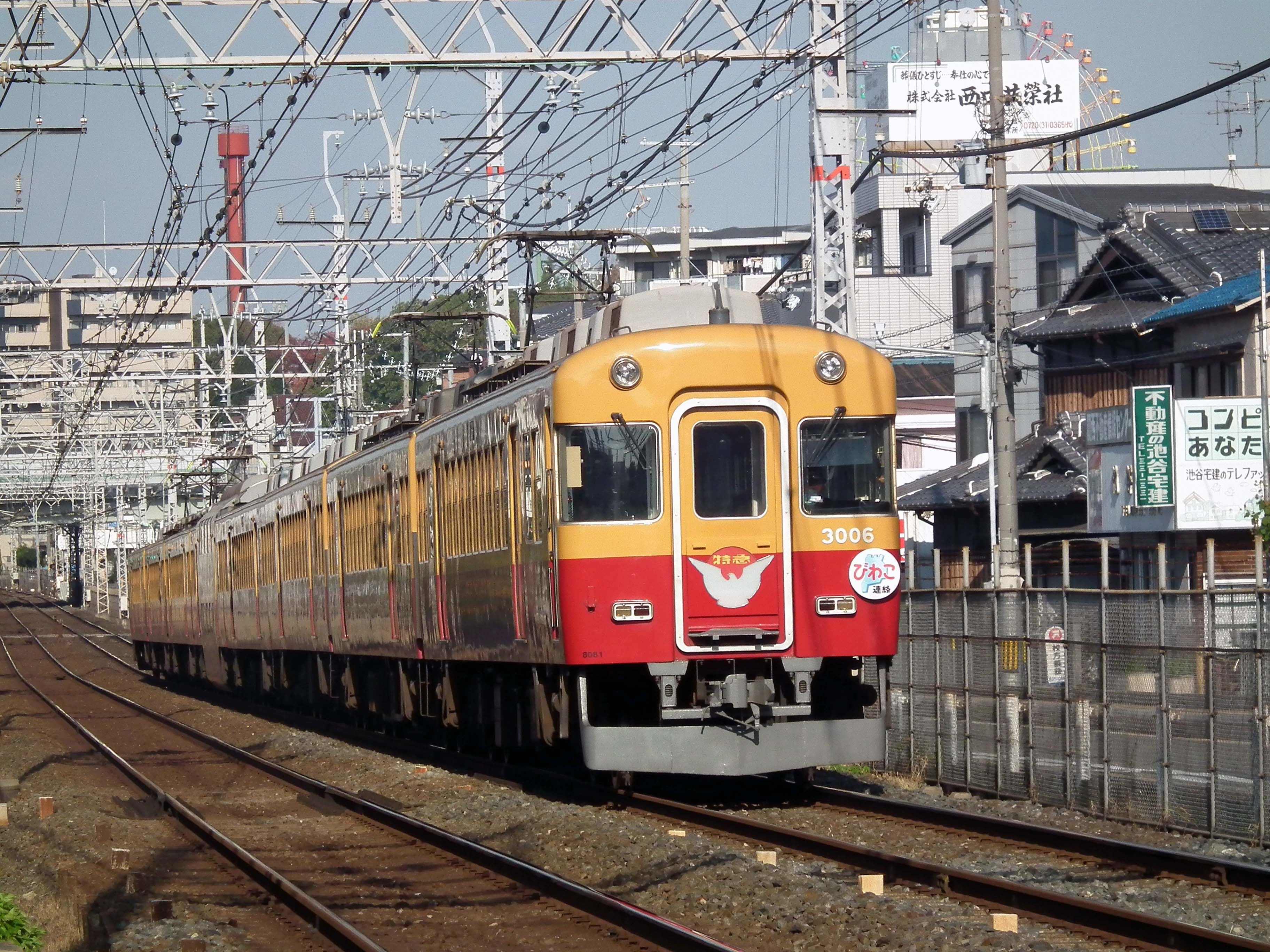
「びわ湖連絡」（画像）など数種類の往年の副標が再現された旧3000系特急車「クラシックタイプ」

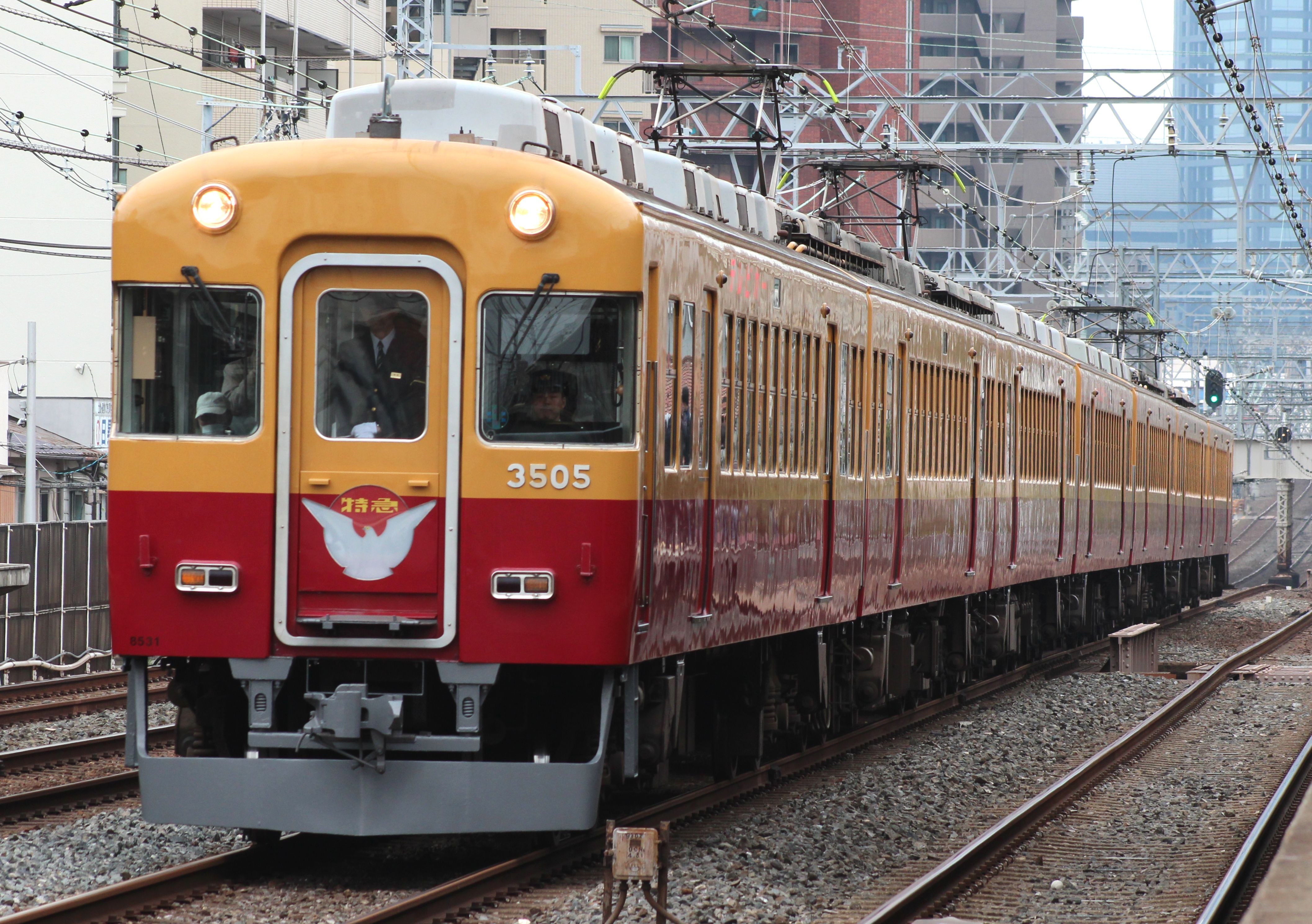
往年の姿にさらに近づけるべく、ダブルデッカーを抜いた7両編成で特別運転された「臨時快速特急」

2012年（平成24年）7月5日、京阪に在籍する本系列最後の1編成の営業運転を翌2013年（平成25年）春をもって終了する旨を発表、あわせて各種グッズの発売やイベントの実施が告知された。同年9月29日からは先頭車両の前面デザインを改修前のイメージに近づけた「クラシックタイプ」として運行された。
続いて2013年（平成25年）1月8日、最終運転日を同年3月31日に決定したと発表された。営業運転終了までの経緯ならびに引退記念イベントの内容は概ね以下のとおりである。
- 特設サイト名を「旧3000系特急車〜ラストランに向かって〜」から「さようならテレビカー　ありがとう旧3000系特急車」に改題し、トップページに通常運転終了までの残り日数を表示。
- 通常運転は同年3月10日までとした。
- 同年3月23・24・30・31日の計4回、ダブルデッカー（8831号車）を外した7両編成で中之島発出町柳行き（または三条行き）「臨時快速特急」として特別運転。31日をもって「テレビカー」は1954年（昭和29年）以来約60年、本系列は1971年（昭和46年）以来42年の歴史に、それぞれ幕を降ろした。
- 同年1月12日から3月31日まで、本系列が譲渡された富山地方鉄道・大井川鐵道との3社共同企画で、「京阪電車旧3000系特急車引退記念　京阪電車・富山地鉄・大井川鐵道1日フリー乗車券セット」[注 48]を大人5,000円・小児2,500円で発売。京阪単独で「さようならテレビカー ありがとう旧3000系特急車 京阪線1日乗車券」を大人1,200円・小児600円で発売。
- 同一日程で、3社共同企画「旧3000系特急車　想い出の停車駅めぐり　シール&スタンプラリー」を実施。
  - 上記1日フリー乗車券セットまたは京阪線1日乗車券の購入者に、各社とも専用「ラリーシート」を進呈。京阪では淀屋橋駅・天満橋駅・京橋駅・祇園四条駅・三条駅・出町柳駅でシールを、富山地鉄では電鉄富山駅・宇奈月温泉駅でスタンプを、大井川鐵道ではプラザロコ（新金谷駅前）・千頭駅でスタンプを集める。各社ごとに全て集めると、達成賞として各社デザインが異なる「プレミアムカード」を進呈。
  - 京阪進呈の「プレミアムカード」のうち先着3,000枚分の中には、裏面に「号車番号・座席番号」が記載されているカードが一部含まれ、同カード所持者には同年3月31日予定の特別運転「臨時快速特急」の着席整理券を進呈。

さらに同年2月28日には、前節の特別運転の詳細と、同年3月31日の貸切撮影会ツアー開催を発表した。同ツアーではラストラン（特別運転）終了後の回送列車に特別に乗車して淀車庫へ移動し、約2時間にわたり撮影ができた。また、同撮影会終了後の寝屋川車庫への回送時には、「最終回送」の方向板が掲出された。
なお、8000系0番台で実施された新塗装への変更、車端部ロングシート化およびテレビの撤去は未施工のまま営業運転を退いた。
2013年（平成25年）4月30日付で廃車された後、同年6月14日に、8531 (3505) 号車がトレーラーで建て替え工事中のくずはモール敷地内に搬入された。同年7月4日にはダブルデッカーの8831号車が富山地方鉄道に譲渡のため、堺市西区築港新町へ陸送された。
他の車両は同年4月28日に幕張メッセで行われたニコニコ動画の大規模イベント「ニコニコ超会議2」の企画「公開解体買付けショーその2 京阪旧3000系」の提供車両とされ解体が行われた。

## 組成表
1990年（平成2年）1月現在。8000系投入による廃車開始前の編成。8550形は6両編成で落成した8000系8002F-8006Fへ連結。
| ← 京都大阪 → | ← 京都大阪 → | ← 京都大阪 → | ← 京都大阪 → | ← 京都大阪 → | ← 京都大阪 → | ← 京都大阪 → | ← 京都大阪 → | 廃車                                                           | 処遇                                            |
| 形式         | 3500形       | 3100形       | 3000形       | 3500形       | 3600形       | 3100形       | 3000形       | 廃車                                                           | 処遇                                            |
| ------------ | ------------ | ------------ | ------------ | ------------ | ------------ | ------------ | ------------ | -------------------------------------------------------------- | ----------------------------------------------- |
| 区分         | Tc           | M            | Mc           | Tc           | T            | M            | Mc           |                                                                |                                                 |
| 車両番号     | 3505         | 3105         | 3005         | 3506         | 3606         | 3106         | 3006         |                                                                | 固定編成化・車体修繕施工                        |
| 車両番号     | 3507         | 3107         | 3007         | 3508         | 3608         | 3108         | 3008         | 1993年8月2日 (3507-3107-3007-3508-3008)                        | 3507-3008は大井川鉄道へ譲渡 3608-3108は予備車化 |
| 車両番号     | 3509         | 3109         | 3009         | 3504         | 3610         | 3110         | 3010         | 1993年1月29日                                                  | 3509-3010は富山地方鉄道へ譲渡                   |
| 車両番号     | 3511         | 3111         | 3011         | 3512         | 3612         | 3112         | 3012         | 1993年1月18日                                                  | 全車解体                                        |
| 形式         | 3500形       | 3100形       | 3000形       | 3500形       | 8550形       | 3100形       | 3000形       | 廃車                                                           | 処遇                                            |
| 区分         | Tc           | M            | Mc           | Tc           | T            | M            | Mc           |                                                                |                                                 |
| 車両番号     | 3501         | 3101         | 3001         | 3516         | 8552         | 3102         | 3002         | 1990年8月20日                                                  | 3501-3001は富山地方鉄道へ譲渡                   |
| 車両番号     | 3503         | 3103         | 3003         | 3510         | 8554         | 3104         | 3004         | 1991年1月16日                                                  | 3503-3003・3510-3004は富山地方鉄道へ譲渡        |
| 車両番号     | 3513         | 3113         | 3013         | 3502         | 8564         | 3114         | 3014         | 1991年7月1日 (3113-3013-3502) 1992年1月16日 (3114)             | 3513-3014は富山地方鉄道へ譲渡                   |
| 車両番号     | 3515         | 3115         | 3015         | 3514         | 8566         | 3116         | 3016         | 1992年1月16日                                                  | 3515-3016は富山地方鉄道へ譲渡                   |
| 車両番号     | 3517         | 3117         | 3017         | 3518         | 8568         | 3118         | 3018         | 1990年11月26日 (3517-3117-3017-3518-3018) 1991年1月16日 (3118) | 3517-3017・3518-3018は富山地方鉄道へ譲渡        |

1995年（平成7年）12月現在。8000系増備終了後の編成。3005F＋3006F 7両×1本 予備車2両の組成。
3608号はダブルデッカー車へ改造の上、3855号へ改番。
この他、3106号が3205号に、3606号が3755号に、3108号が3155号に、3006号が3055号にそれぞれ改番。
| ← 京都大阪 → | ← 京都大阪 → | ← 京都大阪 → | ← 京都大阪 → | ← 京都大阪 → | ← 京都大阪 → | ← 京都大阪 → | ← 京都大阪 → | ← 京都大阪 → |
| 形式         | 3500形       | 3100形       | 3200形       | 3750形       | 3850形       | 3150形       | 3050形       | 備考         |
| ------------ | ------------ | ------------ | ------------ | ------------ | ------------ | ------------ | ------------ | ------------ |
| 区分         | Tc           | M            | M            | T            | Td           | M            | Mc           |              |
| 車両番号     | 3505         | 3105         | 3205         | 3755         | 3855         | 3155         | 3055         |              |

| 形式     | 3000形 | 3500形 | 廃車                  |
| -------- | ------ | ------ | --------------------- |
| 区分     | Mc     | Tc     |                       |
| 車両番号 | 3005   | 3506   | 1997年10月13日 (3005) |

2000年（平成12年）7月現在。3506号から改番の3655号を連結し8両編成化。3005号は余剰廃車。
| ← 京都大阪 →           | ← 京都大阪 → | ← 京都大阪 → | ← 京都大阪 → | ← 京都大阪 → | ← 京都大阪 → | ← 京都大阪 → | ← 京都大阪 → | ← 京都大阪 → | 廃車          | 処遇                                                   |
| 形式                   | 3500形       | 3100形       | 3200形       | 3800形       | 3750形       | 3650形       | 3150形       | 3050形       | 廃車          | 処遇                                                   |
| ---------------------- | ------------ | ------------ | ------------ | ------------ | ------------ | ------------ | ------------ | ------------ | ------------- | ------------------------------------------------------ |
| 区分                   | Tc           | M            | M            | Td           | T            | T            | M            | Mc           |               |                                                        |
| 3000系時代の車両番号   | 3505         | 3105         | 3205         | 3805         | 3755         | 3655         | 3155         | 3055         | 2013年4月30日 | 8831は富山地方鉄道へ譲渡。8531はくずはモールにて保存。 |
| 8000系編入後の車両番号 | 8531         | 8131         | 8231         | 8831         | 8781         | 8681         | 8181         | 8081         | 2013年4月30日 | 8831は富山地方鉄道へ譲渡。8531はくずはモールにて保存。 |

## 保存車両

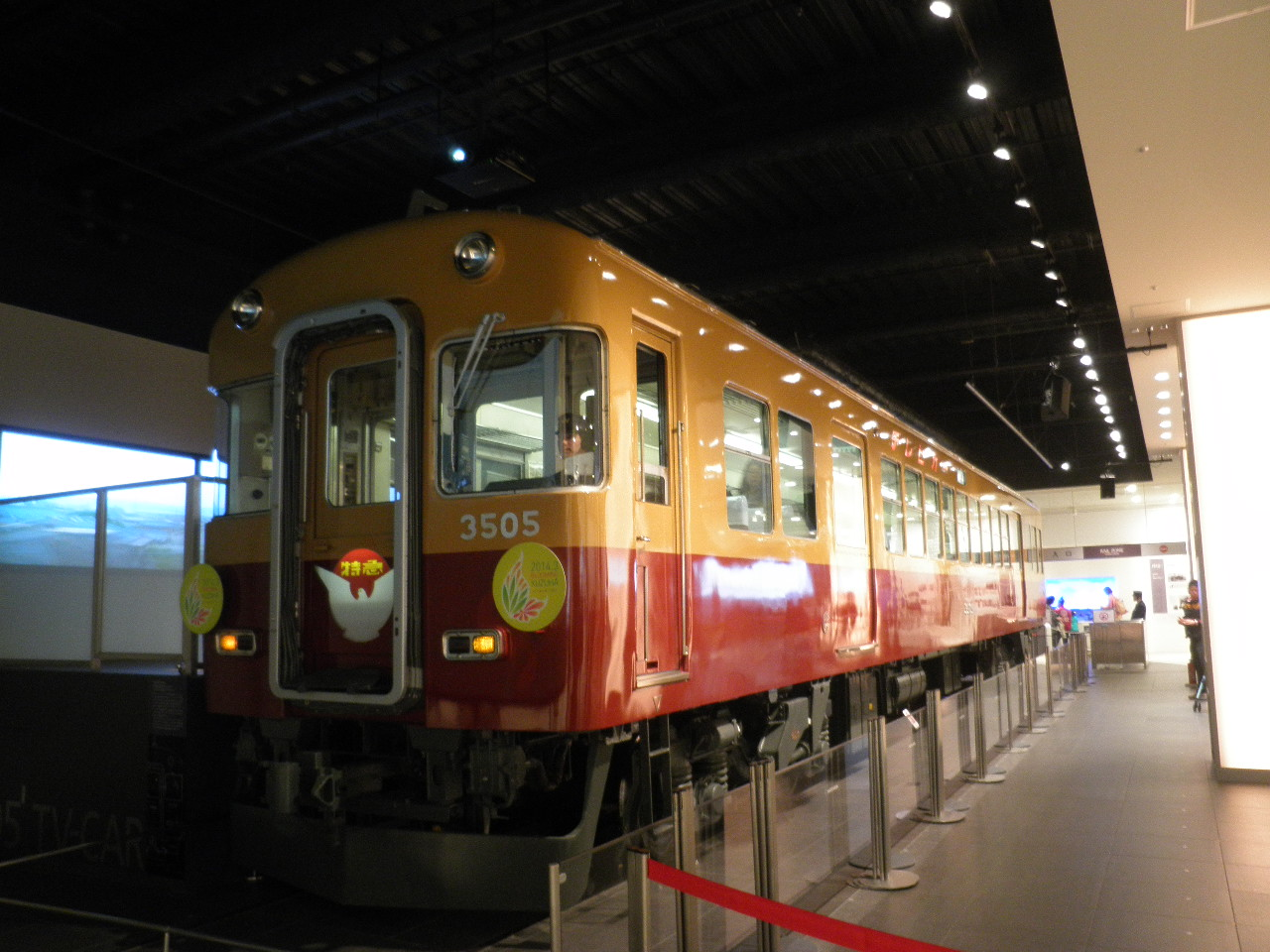
くずはモール「SANZEN-HIROBA」に展示されている3505号車

2014年（平成26年）3月12日より、くずはモール内『SANZEN HIROBA』で、旧3505号車が「デジタル動態保存」されている。
幌・車体塗装・「テレビカー」ロゴ・方向幕・座席モケット等の復元、テレビの再設置や、後述の富山地方鉄道譲渡車から妻面の飾壁を移設復旧するなど、全般にわたって極力登場当時の姿が再現されている。
デジタル動態保存は、実際に運転台に入って運転シミュレーターを体験することができる。特急（淀屋橋始発）・急行（淀屋橋始発）・普通（中之島始発）の3種類から選択して最大30分間運転することができ、改修工事前のマスコンである横軸型ツーハンドルと逆転ハンドルで運転操作する（他に運転室灯・計器灯・前照灯（減光切り替え可）・標識灯・電鈴（ベル）が操作可能）。デッドマン装置、65km/h以上の速度域において5km/h刻みでの定速制御も再現されている。体験受付時間は10時から17時半まで、運転体験料金は1回2000円。運転体験は当初ネットによる時間指定の予約制であったが、現在では予約制は廃止され、現地受付でスタッフに申告して運転可能ならすぐに体験できるようになっている。平日に利用の場合、時間が空いていれば2回分の料金で1時間運転することも可能。

## 譲渡車両
本節では、富山地方鉄道および大井川鉄道に譲渡された本系列について記述する。両社とも狭軌であるため、車体のみの譲渡である。

### 富山地方鉄道10030形電車
以下の各車が譲渡された。
※括弧内は付与された新形式番号
- 1990年譲渡

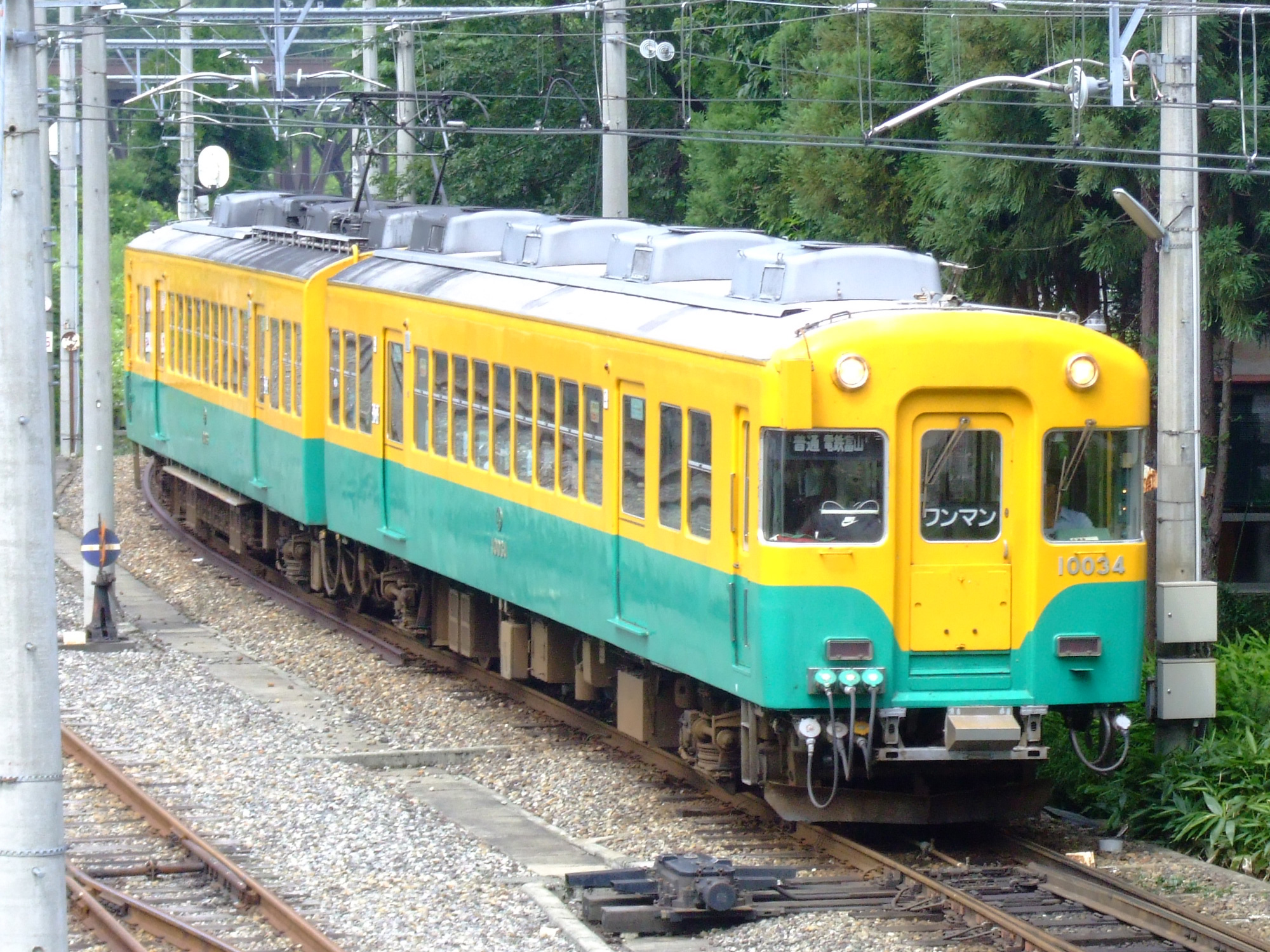
富山地方鉄道10030形。この10033 - 10034はのちに「ダブルデッカーエキスプレス」として京阪特急色が復元されている。（2006年7月23日）

  - 3001（モハ10031）- 3501（モハ10032）
  - 3018（モハ10033）- 3518（モハ10034）
- 1991年譲渡
  - 3003（モハ10035）- 3503（モハ10036）
  - 3004（モハ10037）- 3510（モハ10038）
  - 3014（モハ10039）- 3513（モハ10040）
  - 3017（モハ10041）- 3517（モハ10042）
- 1992年譲渡
  - 3016（モハ10043）- 3515（モハ10044）
- 1993年譲渡
  - 3010（モハ10045）- 3509（モハ10046）
- 2013年譲渡
  - 8831〈3805〉（サハ31）

帝都高速度交通営団（現・東京地下鉄）3000系の主電動機を転用したため、主電動機出力を基準とする同社の形式命名規則に従い10030形という形式を与えられた。ブレーキは既存車との混結などを考慮し、京阪時代の電気指令式ブレーキから電磁直通ブレーキに変更され、運転台にも大きく手が加えられている。鳩マークは入線後に鉄板で覆われたが、数年間は京阪時代の塗装であった。また、テレビを譲渡当時の新品に換装し、特急運転時に富山の観光ビデオ放送などに活用されていた。
全16両が出そろった10030系は、1999年（平成11年）までに同社オリジナルの黄色と緑色のツートンカラーの塗装に変更された。また、ワンマン化改造に伴い、補助いすを使用停止して整理券発行機が設置され、テレビの撤去、日本製鋼所製NCB-II密着自動連結器から柴田式密着連結器への再交換、スカートの取り外しも行われた。側面方向幕は、当初自社仕様のものを装備していたが、全般検査の際に撤去された。また、赤色の座席モケットへの張替えなどが順次実施されている。

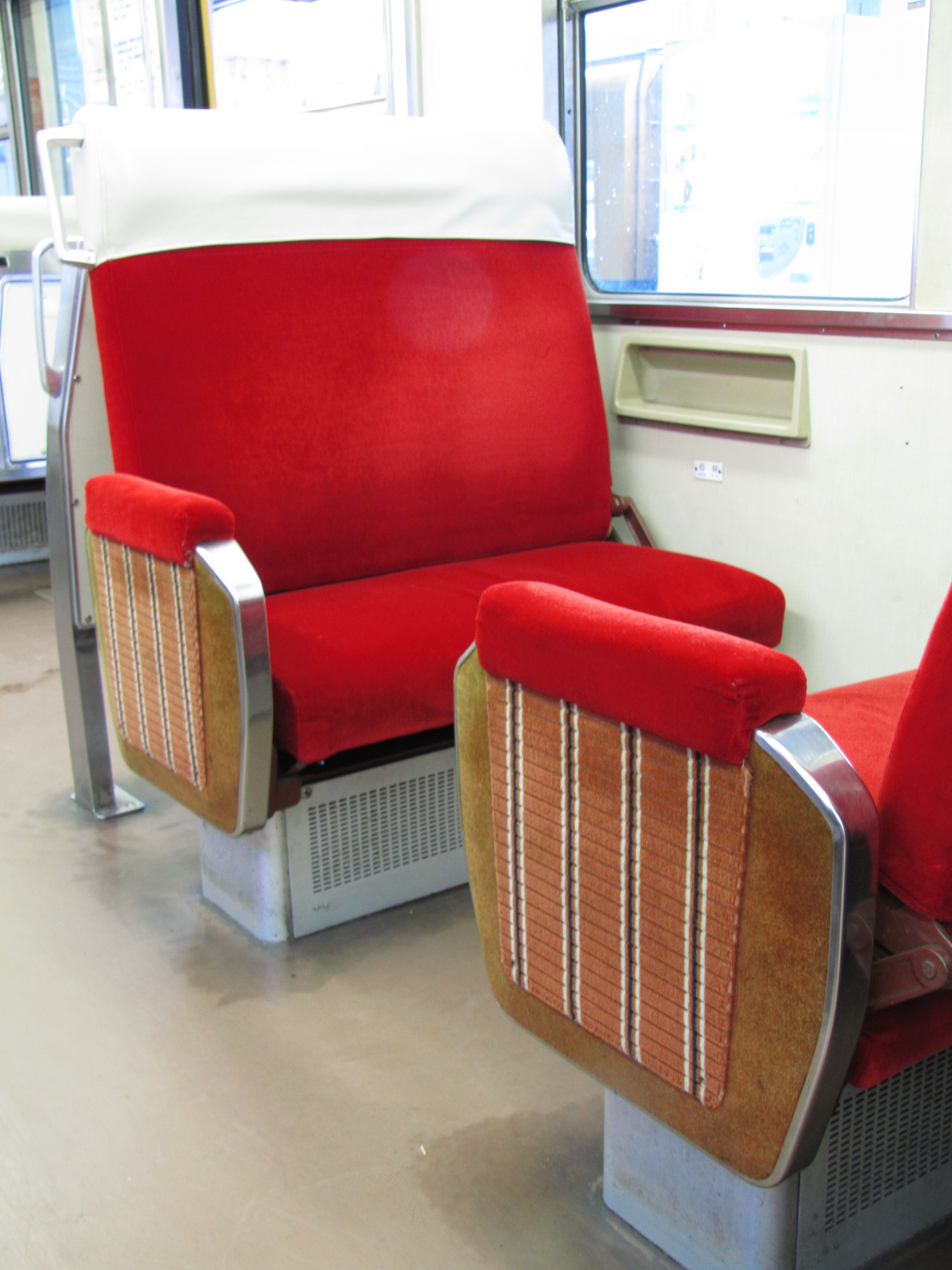
富山地方鉄道10030形の座席

台車は入線当初、本系列と同じ構造の狭軌用ダイレクトマウント台車を採用していた営団3000系の住友金属工業FS-336であったが、乗り心地改善のため、同じ営団3000系から流用したSUミンデン式の住友金属工業FS-510へ変更された。さらに1996年（平成8年）、第5編成（モハ10039・モハ10040）はJR485系の廃車車両から流用したインダイレクトマウント式のDT32Eに交換され、主電動機も定格出力75 kWの三菱電機MB-3054から120 kWのMT54に交換された。1999年（平成11年）までに第6 - 8編成、2012年（平成24年）には第2・第3編成にも同様の改造を実施し、現在は8編成中6編成が高出力化された。2012年（平成24年）の改造では、廃車となった419系から流用したDT32K型台車も導入されている。
同年4月、第2編成に対して京阪時代の塗装に再度変更するとともに、連結面の貫通扉上に液晶テレビを再設置した。8月17日に富山県内各局（NHK富山・KNB・TUT・BBT）の番組の放映を開始した。

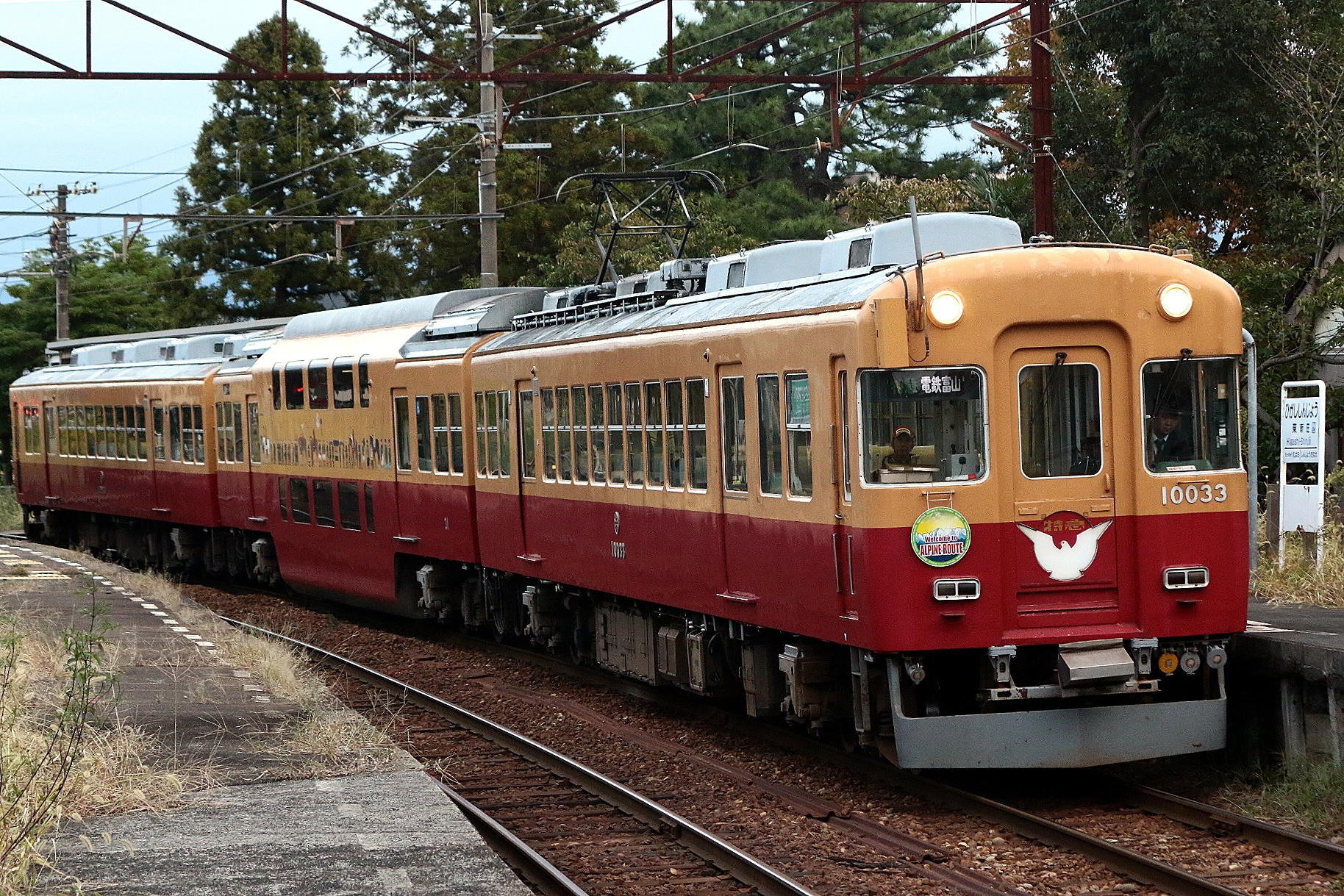
ダブルデッカーエキスプレス（2019年10月17日）

2013年（平成25年）、ダブルデッカー8831（旧3805）号車が1993年（平成5年）以来20年ぶりに譲渡され、サハ31となった。中間車の譲渡は初めてで、台車は富山地鉄クハ111から流用したJR九州485系由来のTR69型に交換された。
外観・内装は極力京阪時代のままとしており、時代祭のイラストも残されている。方向幕を取り外して「2号車」のステッカーをガラスの内側から貼り、号車札の代わりとしているほか、車内に整理券発行機と運賃表示機が取り付けられた程度である。
サハ31は前述の第2編成に組み込まれ、2015年（平成27年）春の北陸新幹線金沢開業を見据えた観光列車「ダブルデッカーエキスプレス」として、2013年（平成25年）8月25日に営業運転を開始した。あわせて先頭車にはスカートが取り付けられたほか、京阪での廃車から23年ぶりに鳩マークが復活している。2020年（令和2年）以降はこのサハ31を外した2両編成に戻して運用されることも多くなっている。
3両編成で特急運用にも充当されるため車掌が乗務しているが、運賃は従来どおり車内収受が行われることや上記のとおり2両編成での運転にも対応するため、先頭車の運賃箱やワンマン運転関連機器は引き続き使用されている。
2020年（令和2年）2月ごろより第4編成（モハ10037-モハ10038）が機器不具合により休車扱いとなっていたが、2021年（令和3年）11月25日に内外装の一部を取り外しのうえ機関車にて上市駅へと回送された後、29日にトレーラーで搬出され廃車となった。
2023年現在も残りの15両は富山地方鉄道に在籍しており、先頭車両は全車京阪より富山地鉄在籍期間の方が長くなっている。また、一部の編成では標識灯の交換が実施されている。

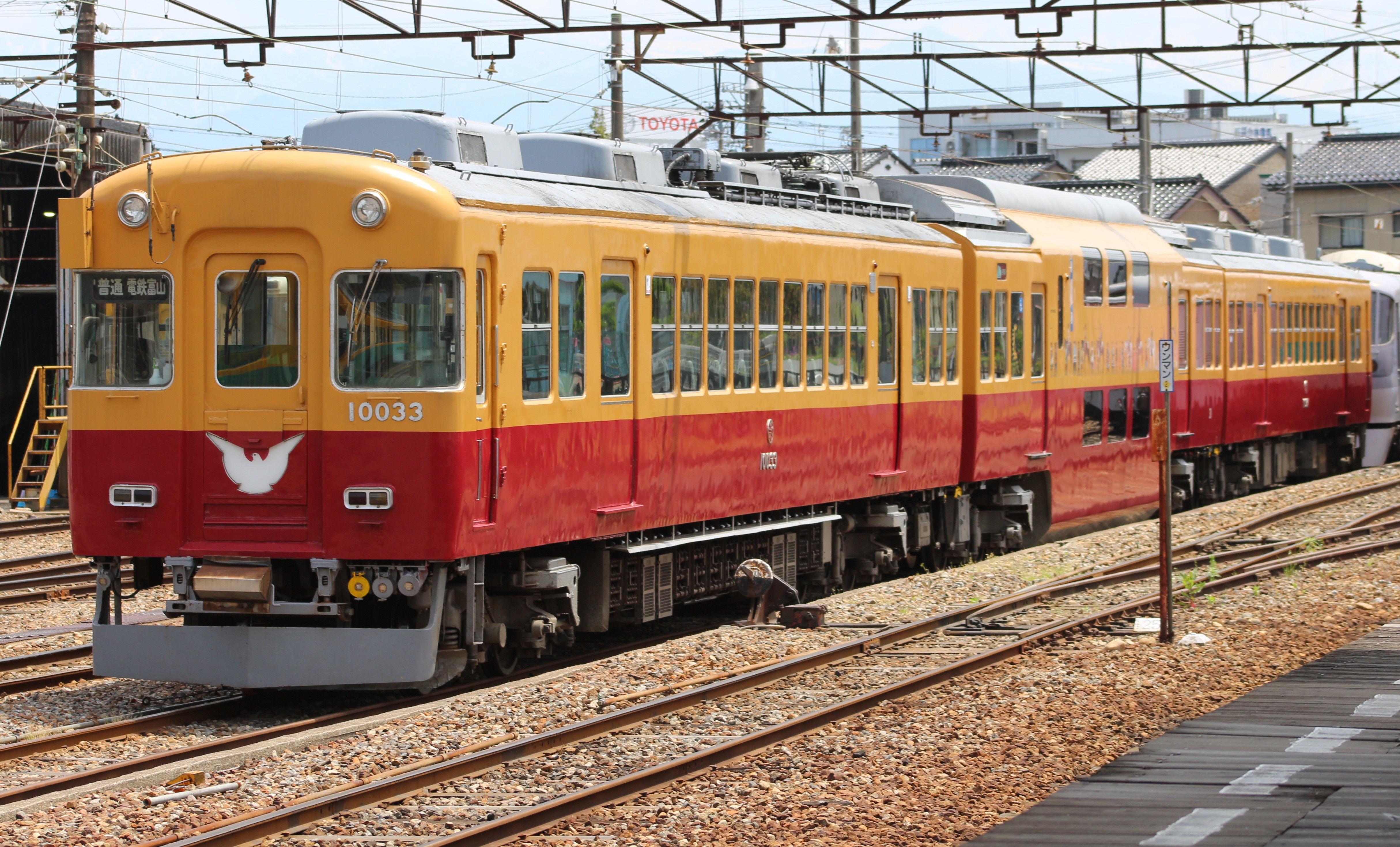
「ダブルデッカーエキスプレス」写真は普通列車運用のため、鳩マークの“特急”表示を隠している。 （2021年5月）
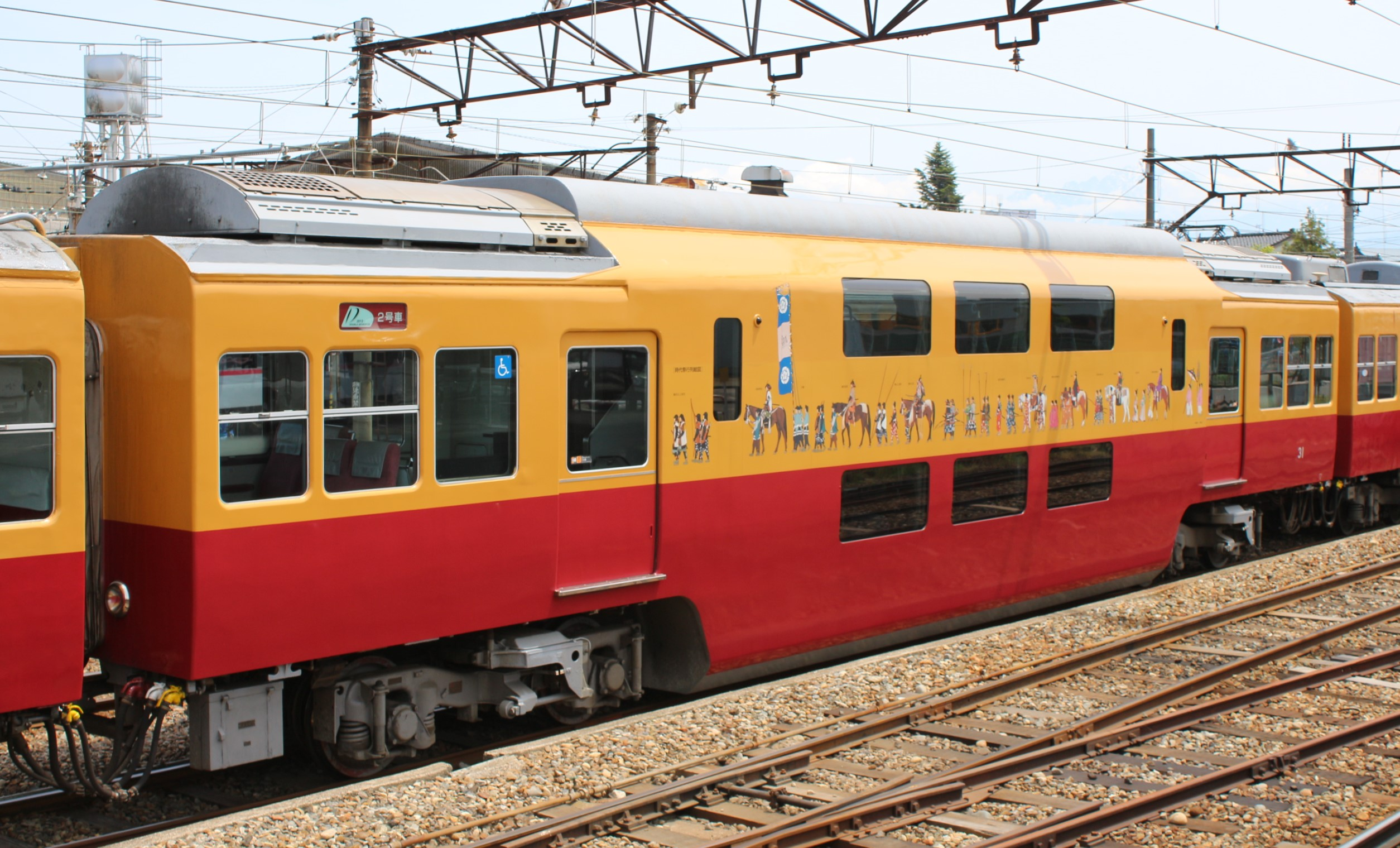
ダブルデッカー車両・サハ31 （2021年5月）
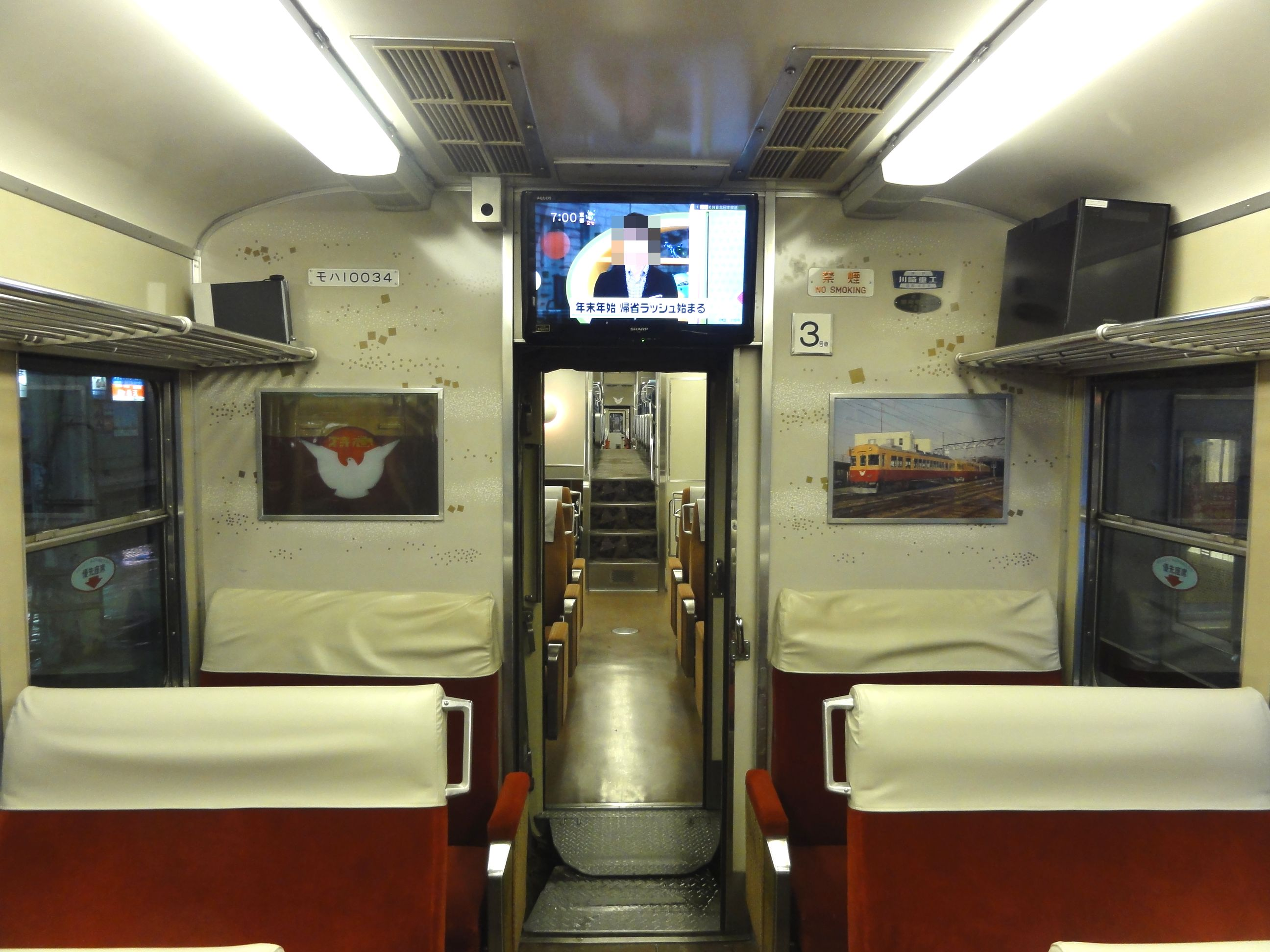
貫通扉上の液晶テレビ （2013年12月）
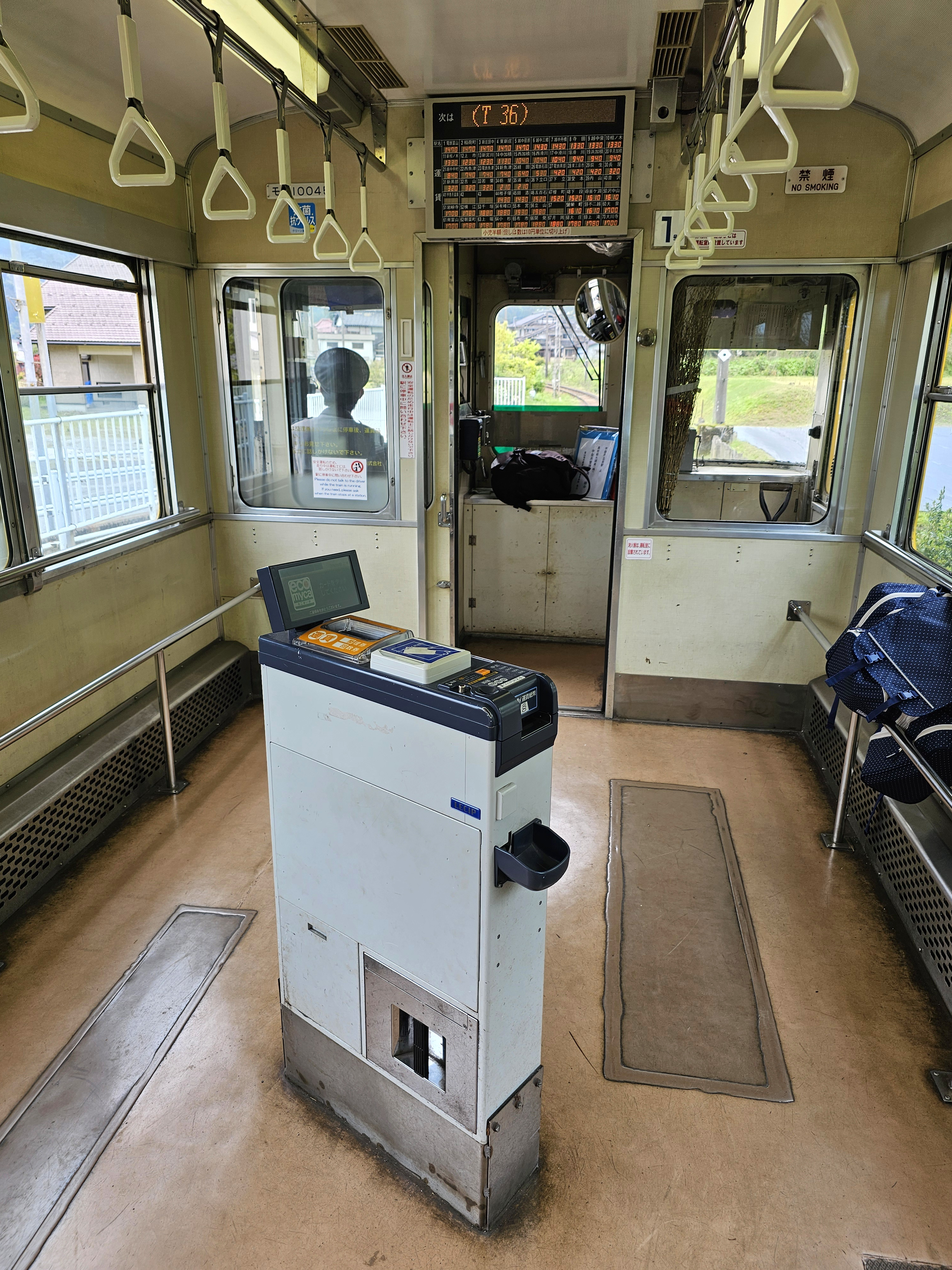
運賃箱と運賃表 （2024年5月）

### 大井川鉄道3000系電車
1993年（平成5年）8月2日付で廃車となった3008と3507の2両が、大井川鉄道に譲渡された。1994年（平成6年）3月20日に同鉄道へ入線し、1995年（平成7年）4月17日付でモハ3008・クハ3507としてそれぞれ竣工、同年4月29日に営業運転を開始した。同鉄道の3000系としては、初代小田急3000形「SSE」に次ぐ2代目となる。
塗装は京阪時代のままであるが、導入に際して前面の連結器の取付高が他の車両に合わせられ、スカートは撤去されている。台車は営団5000系の住友金属工業FS-502Aに交換、電装品も同系列のものに交換されている。車内は、ワンマン化に伴う運賃箱設置のため、乗務員室助士席側の座席がロングシート化されたほか、自動販売機が設置された。
2012年（平成24年）9月下旬には、譲渡以来18年ぶりに千頭方の先頭車の貫通扉の行先板が外されて鳩マークが復活したが、老朽化を理由に2014年（平成26年）2月14日をもって運用を終了。翌15日から休車となった。同年3月21日から30日まで千頭駅で開催された春の大鉄祭りでは、「電車体験教室」用に使用され、その後は家山駅構内に留置されていた。一部の部品が取り外されたのち、新金谷駅構外側線へ移動した。2017年（平成29年）度に廃車となり、2018年（平成30年）4月にモハ3008が解体された。クハ3507は座席を撤去の上、倉庫代用として使用されている。

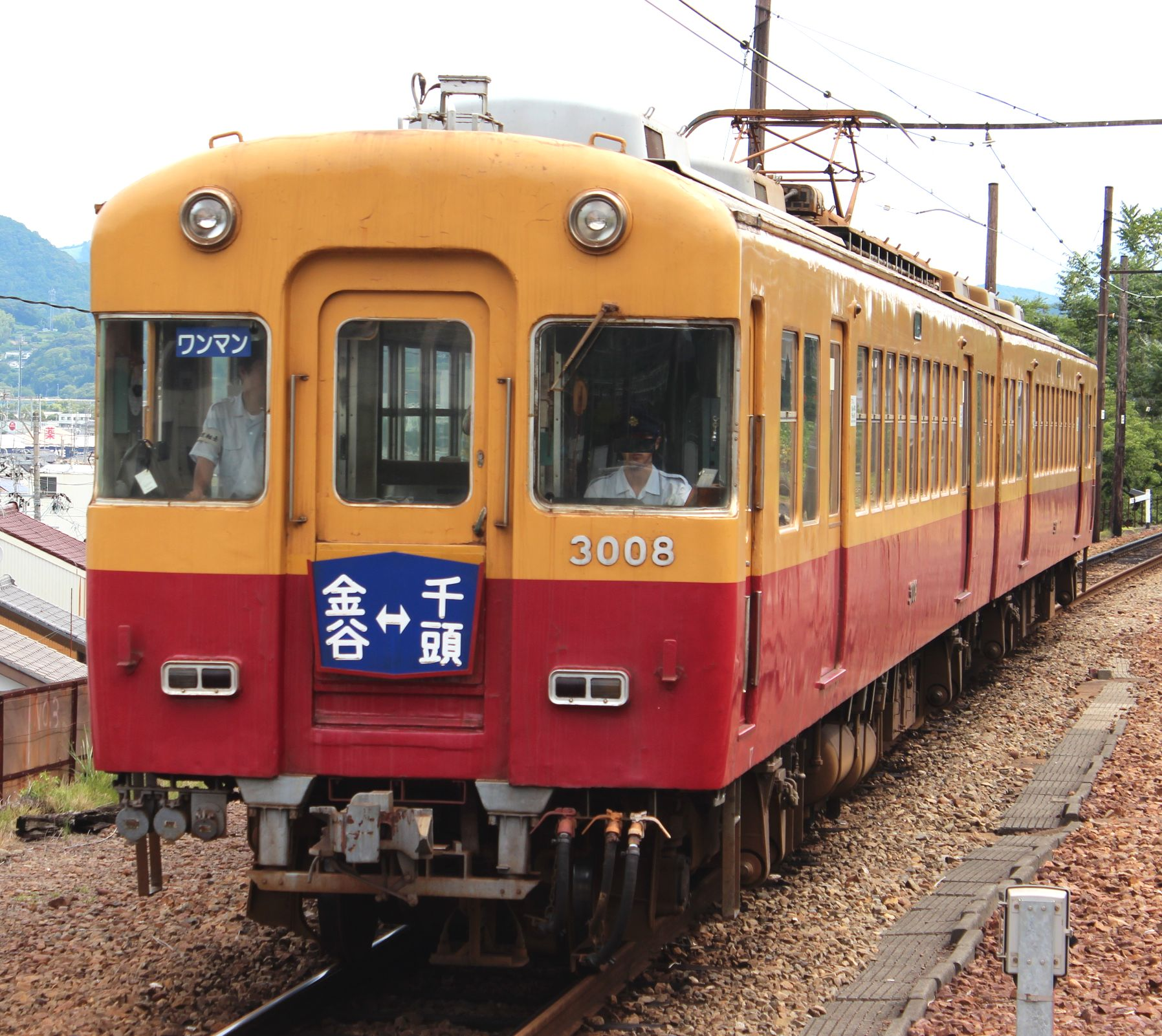
大井川鐵道で運用される3000系（2代） （2013年7月）
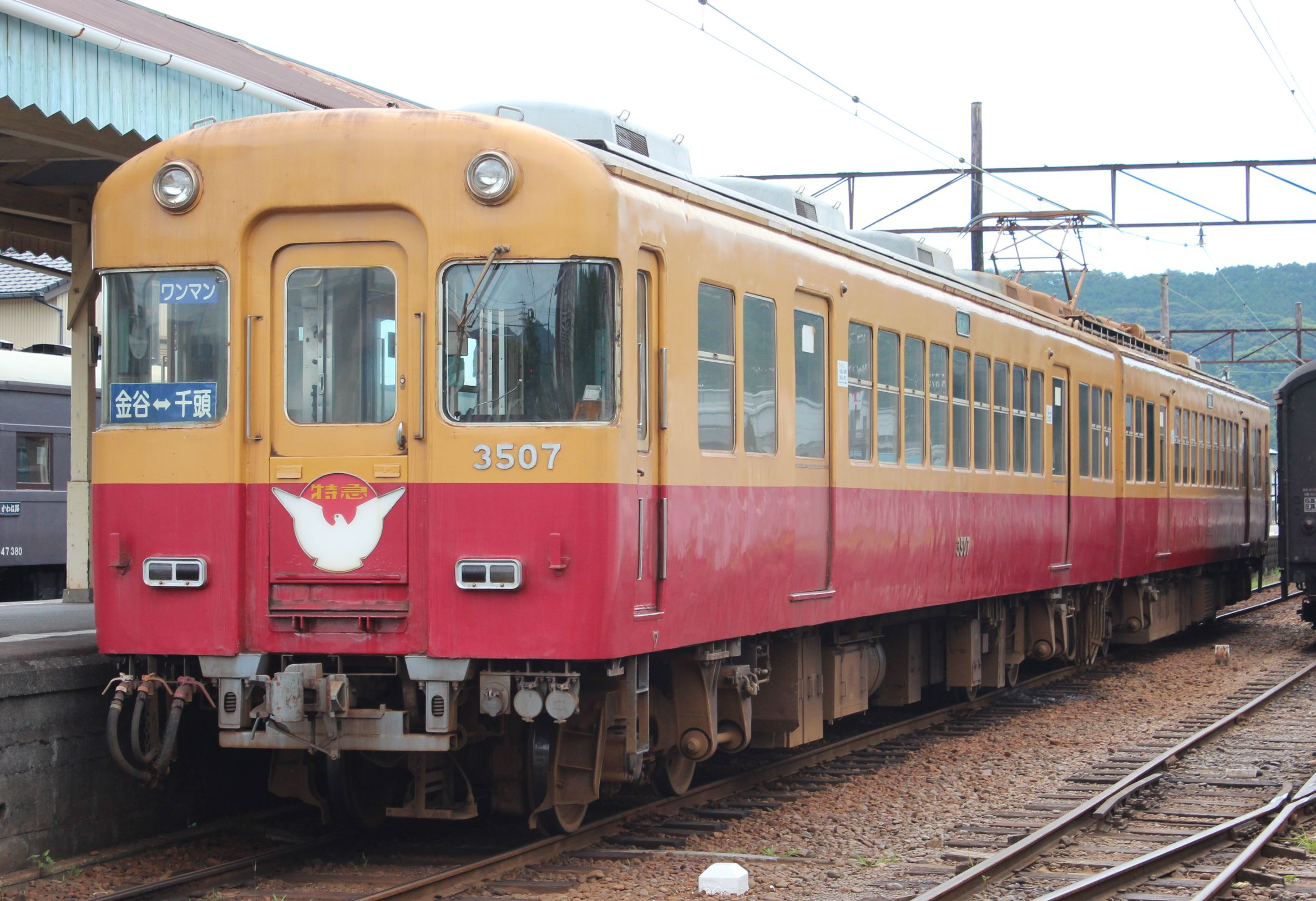
先頭車の千頭方は、行き先板が外されて鳩マークが取付けられている （2013年7月）
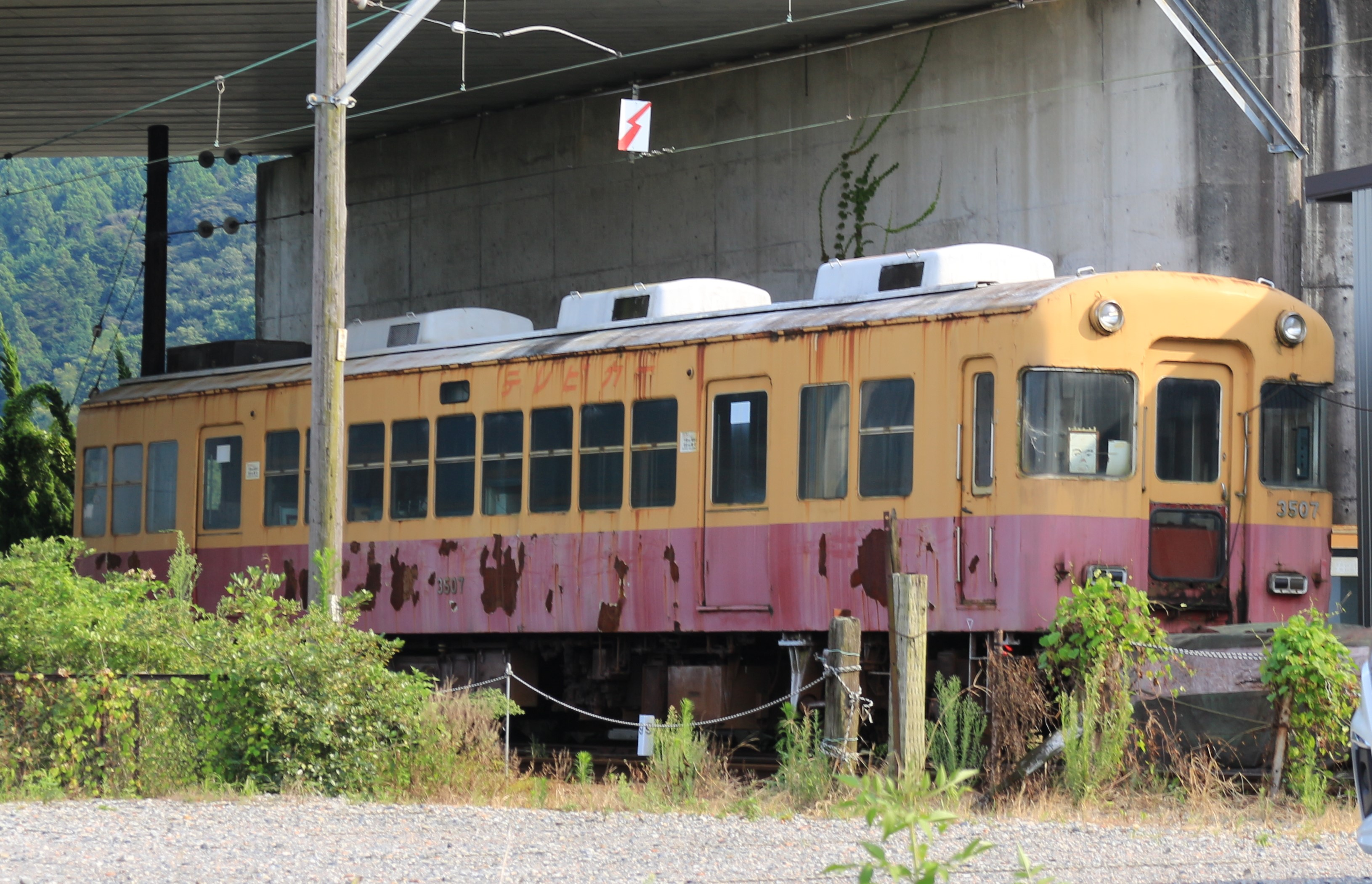
倉庫代用として使用されている クハ3507（2022年8月）

## その他
- 京阪では1970年（昭和45年）まで工事資材運搬用の電動貨車に3000番台の形式が付けられており、3000番台の形式を名乗る車両としては本系列は2番目である。電動貨車は本系列の登場に備えて100番台の形式に改番された。
- 登場当時の鉄道趣味誌（『鉄道ジャーナル』1971年9月号）には、設計段階で検討された3種類の先頭案模型の写真が掲載されている（2012年〈平成24年〉に京阪が発売したDVD「旧3000系特急車〜ラストランに向かって〜」にも収録）。その中にはのちの小田急電鉄9000形のように正面窓を外枠いっぱいまで広げた（前照灯は中央貫通扉上に2基を集中設置）大胆なデザインもあったが、結局従来の京阪スタイルを踏襲したものに落ち着いた。前記DVDのナレーションでは「一番優雅に見えてなおかつ新しいデザイン」として採用されたと説明されている。
- 1972年（昭和47年）に2次車が竣工した際、特急の鳩マークにちなみ、同年6月30日に伝書鳩100羽と京都 - 大阪間の「速さ比べ」をする催事が営業運転前の試運転を兼ねて実施された[30]。両者が同時に三条駅を出発する形で行われ、本系列が鳩より先に到着して面目を保った形になった。この競走は、後年に当時有料配布であった京阪の広報誌「グラフ京阪」（のちに無料化→現在廃刊）でも掲載されていた。
- 責任事故皆無記録の新記録達成時、本系列の模型[注 55]が記念品として社員に配布された。
- 特急運用の主力だった時代、貫通幌の車内側にトイレ用の防臭玉を目に付かない状態で置いていた。これは当時は京阪間の無停車区間が長く、乗客が密かに放尿に及ぶケースが絶えなかったためという。1980年（昭和55年）当時は夏は5、6個、冬は2、3個ずつを設置し、月に一度新品と取り替えていた[31]。